# Швейцария
Швейца́рия (нем. Schweiz, фр. Suisse, итал. Svizzera, романш. Svizra, лат. Helvetia), официально — Швейца́рская Конфедера́ция (нем. Schweizerische Eidgenossenschaft, фр. Confédération suisse, итал. Confederazione Svizzera, романш. Confederaziun svizra, лат. Confoederatio Helvetica) — государство в Центральной Европе, федеративная республика, состоящая из 26 кантонов с федеральными властями в Берне.
Швейцария расположена на стыке Западной, Центральной и Южной Европы, не имеет выхода к морю и граничит с Италией на юге, Францией на западе, Германией на севере, Австрией и Лихтенштейном на востоке. Страна географически разделена между Альпами, швейцарским плато и Юрой, охватив общую площадь 41 285 км². В то время как Альпы занимают большую часть территории, население Швейцарии численностью примерно 8,5 млн человек в основном сосредоточено на плато, где расположены крупнейшие города, в том числе два глобальных — Цюрих и Женева.
Создание Швейцарского союза относится к периоду Позднего Средневековья и стало результатом ряда военных успехов против Австрии и Бургундии. Независимость Швейцарии от Священной Римской империи была формально признана при заключении Вестфальского мира в 1648 году. Со времён Реформации XVI века Швейцария придерживалась политики вооружённого нейтралитета, она не вела внешних войн с 1815 года и не вступала в ООН до 2002 года; тем не менее она проводит активную внешнюю политику за мир во всём мире. Швейцария — родина Красного Креста, одной из старейших и наиболее известных гуманитарных организаций в мире; площадка для многочисленных международных организаций, включая второе по величине отделение ООН. Страна является одним из основателей Европейской ассоциации свободной торговли (но не входит в Европейский союз, Европейскую экономическую зону или Еврозону), однако участвует в Шенгенской зоне и Европейском едином рынке через двусторонние договоры.
Швейцария — многонациональное государство с широким этнокультурным, языковым, религиозным и национальным многообразием.
Швейцария находится на перекрёстке германской и романской Европы и имеет четыре основных языковых и культурных региона: немецкий, французский, итальянский и романшский. Хотя большинство населения — немецкоязычное, швейцарское национальное самосознание уходит корнями в общий исторический опыт, общие ценности: федерализм, прямая демократия и альпийская символика. Из-за своего многоязычия Швейцария известна под разными названиями: Schweiz (в немецком языке); Suisse (французском); Svizzera (итальянском); и Svizra (романшском), однако на швейцарских монетах и марках вместо четырёх национальных языков используется латинское название страны: Confoederatio Helvetica, часто сокращённое до «Helvetia».
Швейцария — одна из самых развитых стран мира, с самым высоким номинальным богатством взрослого населения и восьмым по величине ВВП на душу населения. Она занимает передовые места по ряду международных показателей, включая экономическую конкурентоспособность, инновационность и развитие человеческого потенциала. Цюрих, Женева и Базель вошли в десятку лучших городов мира по качеству жизни, при этом Цюрих занял второе место. Два швейцарских города — Цюрих и Базель — оказались в первой сотне научно-технологических кластеров мира.

## Этимология
Наименование страны восходит к названию кантона Швиц, который был одним из трёх кантонов — основателей конфедерации в 1291 году. В 972 году центр этого кантона упоминается как Suuites, в 1281 году — Switz, совр. Schwyz; название происходит от др.-в.-нем. suedan «корчевать». С XIV века по имени этого кантона начинают называть государство в целом. Сами жители страны называли себя Eidgenossen (то есть конфедераты), и только с конца XV века в обиход начало входить самоназвание Schweizer (то есть швейцарцы). От названия страны Швейц (нем. Schweiz) образовано название её жителей швейцарцы (нем. Schweizer, пол. Szwajcar), а от него — русское название страны Швейцария — «страна швейцарцев».

## География

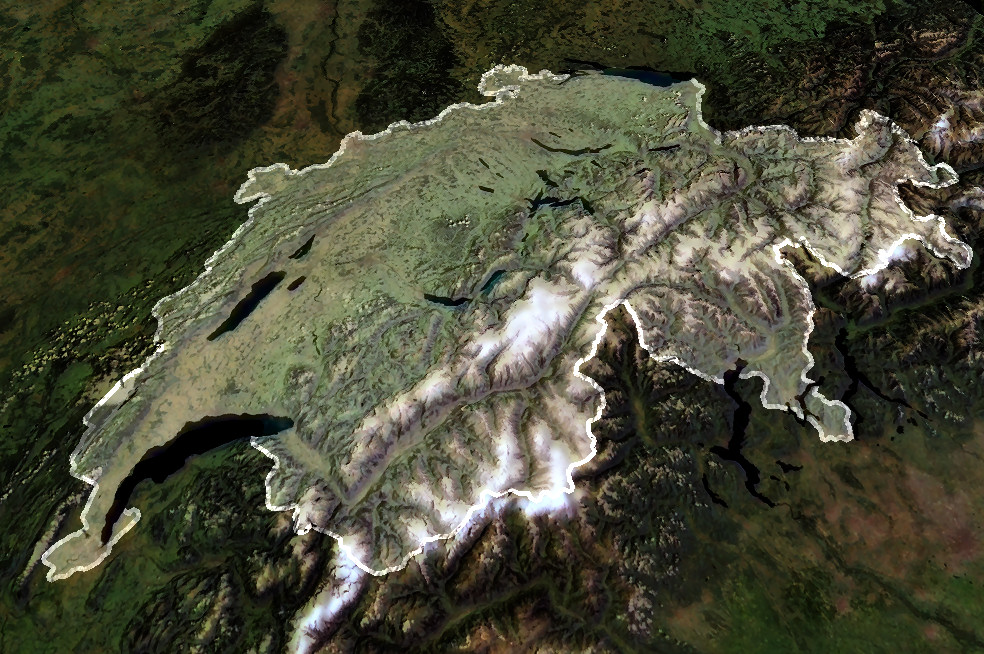
Территория Швейцарии. Снимок со спутника

Швейцария — страна без выхода к морю, территория которой делится на три природных региона: горы Юра на севере, Швейцарское плато в центре и Альпы на юге, занимающие 61 % всей территории Швейцарии.
Северная граница частично проходит по Боденскому озеру и Рейну, который начинается в центре Швейцарских Альп и образует часть восточной границы. Западная граница проходит по горам Юра, южная — по Итальянским Альпам и Женевскому озеру. Плато лежит в низине, но большая его часть расположена выше 500 метров над уровнем моря. Состоящие из лесистых хребтов (до 1600 м), молодые складчатые горы Юра протянулись на территорию Франции и Германии. Наивысшая точка Швейцарии находится в Пеннинских Альпах — пик Дюфур (4634 м), наинизшая — озеро Лаго-Маджоре — 193 м.
В Швейцарии находится 6 % запасов пресной воды Европы. Самые крупные реки — Рона, Рейн, Лиммат, Аре. Швейцария богата и знаменита своими озёрами; наиболее привлекательные из них расположены по краям Швейцарского плато: Женевское (582,4 км²), Фирвальдштетское (113,8 км²), Тунское (48,4 км²) на юге, Цюрихское (88,4 км²) на востоке, Бильское (40 км²) и Невшательское (217,9 км²) на севере. Большинство из них имеет ледниковое происхождение: они образовались во времена, когда крупные ледники спускались с гор на Швейцарское плато. К югу от оси Альп в кантоне Тичино расположены озера Лаго-Маджоре (212,3 км²) и Лугано (48,8 км²).

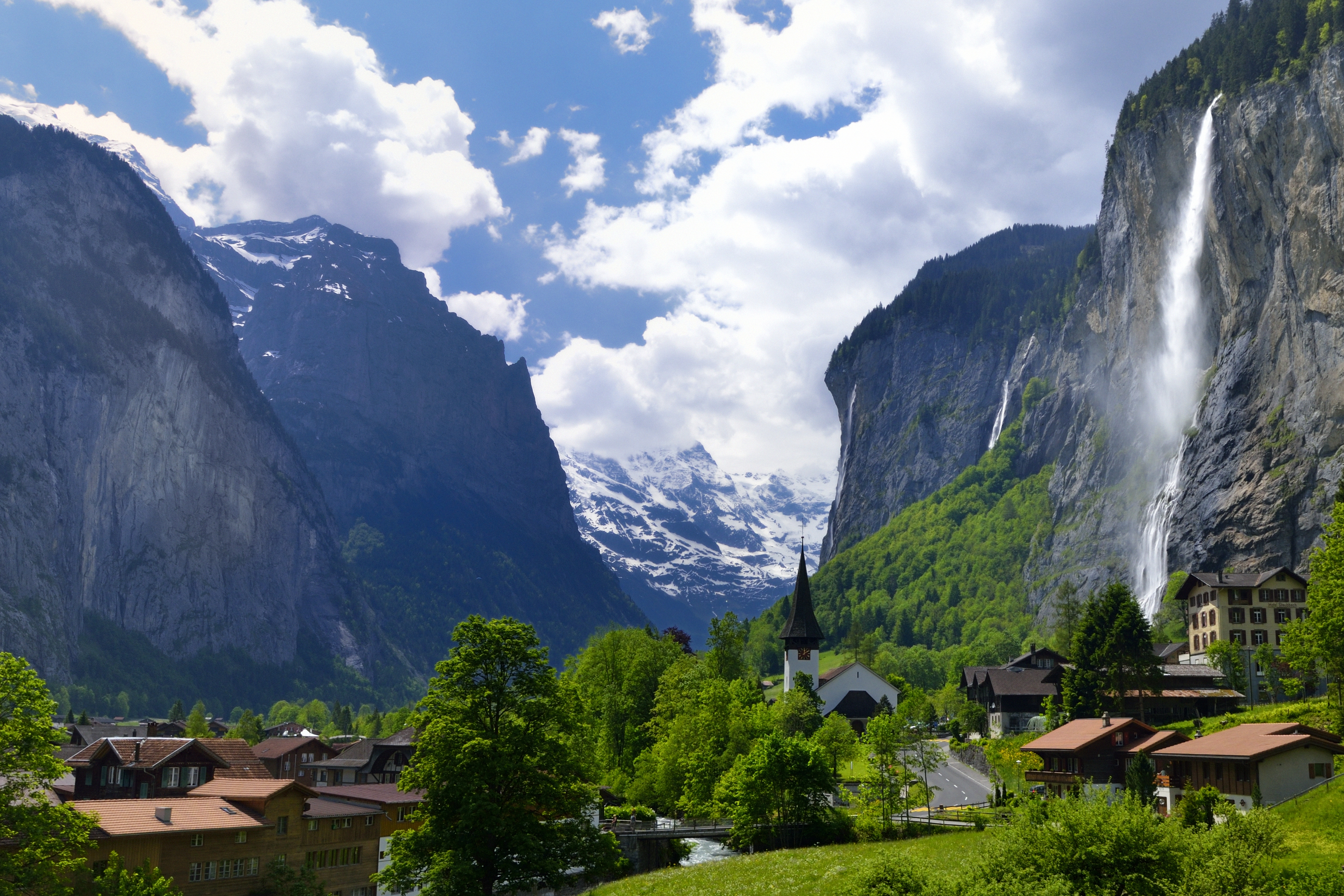
Штауббах

Около 25 % территории Швейцарии покрыто лесами — не только в горах, но и в долинах, и на некоторых плоскогорьях. Древесина является важным сырьём и источником топлива.

### Рельеф
Большую часть страны занимают Альпы. На юге находятся Пеннинские Альпы (высотой до 4634 м — пик Дюфур), Лепонтинские Альпы, Ретийские Альпы и массив Бернина.
Глубокими продольными долинами Верхней Роны и Переднего Рейна Пеннинские и Лепонтинские Альпы отделены от Бернских Альп (гора Финстераархорн, высота 4274 м) и Гларнских Альп, образующих систему хребтов, вытянутых с юго-запада на северо-восток через всю страну. Преобладают островерхие хребты, сложенные преимущественно кристаллическими породами и сильно расчленённые эрозией. Основные перевалы (Большой Сен-Бернар, Симплон, Сен-Готард, Бернина) расположены выше 2000 метров над уровнем моря.
Для ландшафта горной Швейцарии характерно большое количество ледников и ледниковых форм рельефа, общая площадь оледенения — 1950 км². Всего в Швейцарии насчитывается примерно 140 крупных долинных ледников (Алечский ледник и другие), есть также каровые и висячие ледники. В последние десятилетия из-за глобального потепления климата произошло сокращение количества и общей площади альпийских ледников.

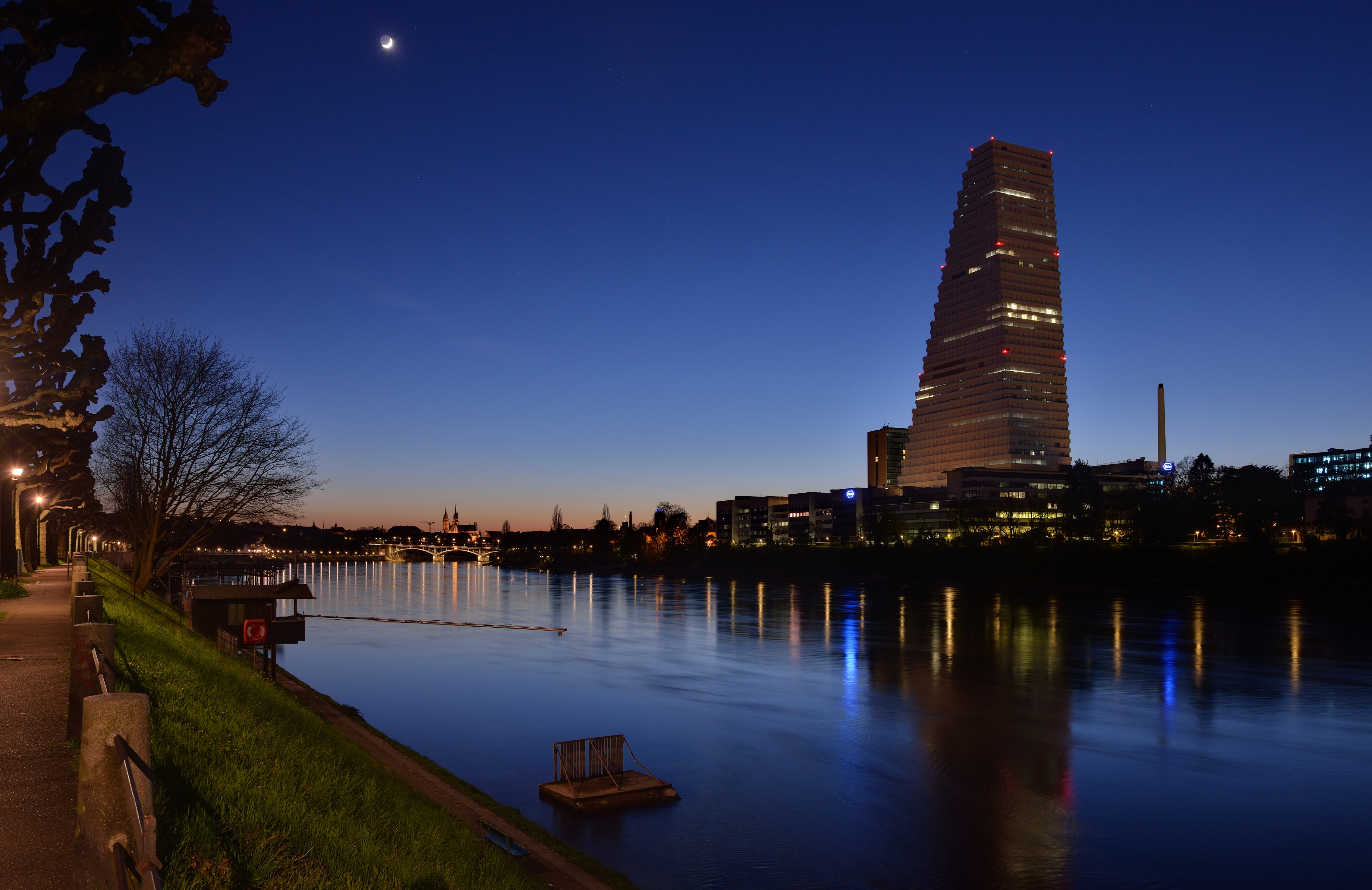
Город Базель (башня Рош) — столица фармацевтической промышленности страны, на долю которой приходится чуть менее 38 % мирового экспорта Швейцарии

### Полезные ископаемые
В Швейцарии практически отсутствуют полезные ископаемые. Есть лишь большие запасы угля, залежи железных руд, мелкие месторождения графита и талька. Добыча каменной соли, ведущаяся в верховьях Роны и по Рейну у границы с Германией, покрывает потребности страны. Имеется сырьё для строительной промышленности: песок, глина, камень. Вплоть до середины XX века основным источником энергии являлся уголь, который после 1950 года был постепенно замещён нефтью. 11,5 % энергии производится при помощи водных ресурсов, 55 % потребляемой электроэнергии — за счёт гидроэлектростанций.

### Климат

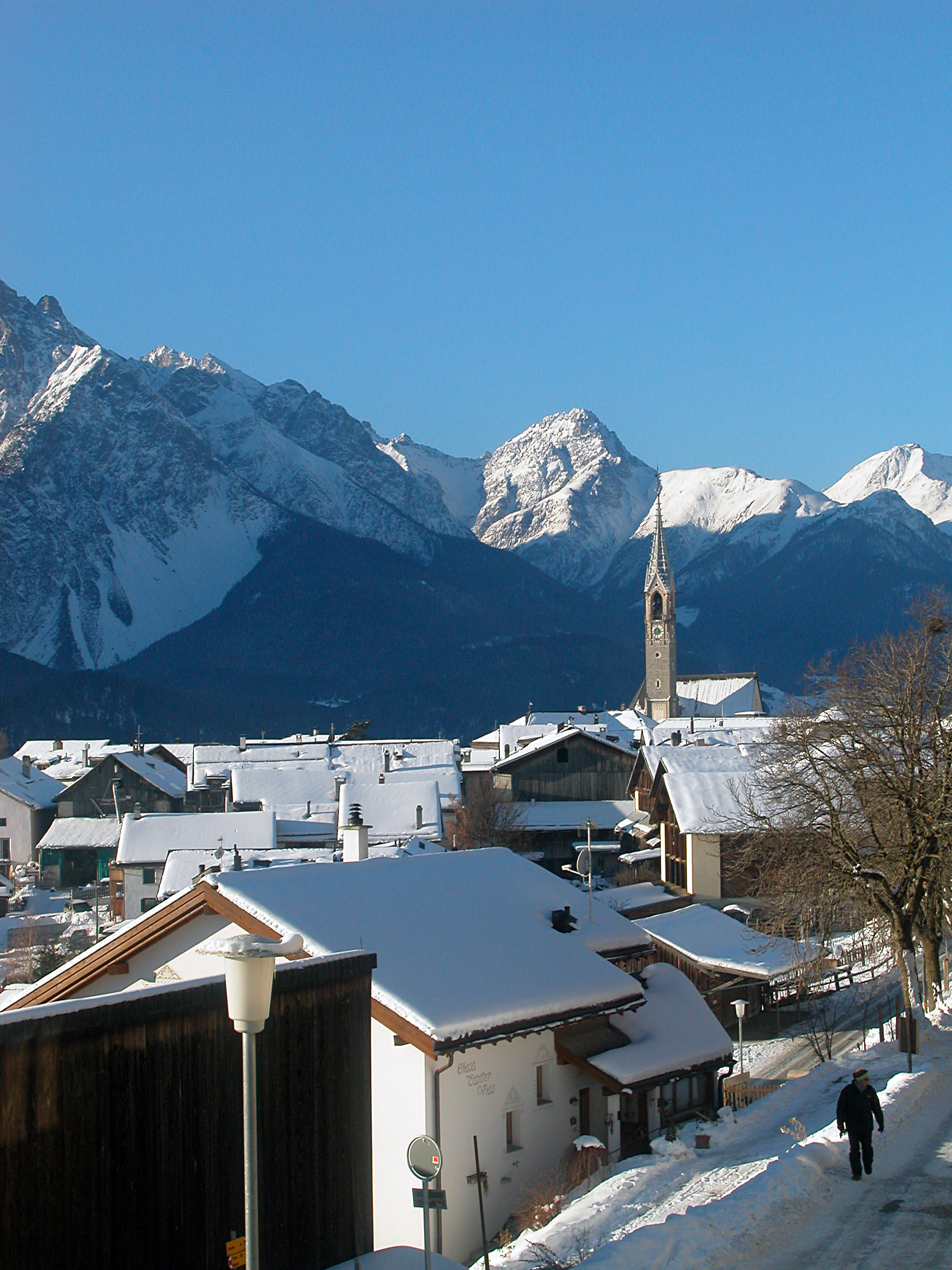
Зимний пейзаж в деревне Зент, в восточном кантоне Граубюнден

В Швейцарии преобладает континентальный климат, типичный для Центральной Европы, со значительными колебаниями в зависимости от высоты над уровнем моря. На западе страны велико влияние Атлантического океана, по мере продвижения на восток и в южных горных районах климат приобретает черты континентального. Зимы холодные, на плато и в долинах температура достигает нуля, а в горных районах −11 °C и ниже. Средняя температура летом в низинах — +18-20 °C, несколько ниже в горах. В Женеве средние температуры июля около 19 °C, января примерно 3 °C. За год выпадает около 850 мм осадков. Сильные северные и южные ветры.
Годовой уровень осадков в Цюрихе на плато составляет 1000 мм, а в Зенте — более 2000 мм. Особым качеством восточных Альп является то, что около 65 % количества годовых осадков выпадает в виде снега. Нередко даже в мае-июне, на высоте больше 1500 м выпадают осадки в виде снежной крупы. Некоторые районы постоянно покрыты слоем льда.
Климат и пейзаж различаются от региона к региону. В Швейцарии можно найти как присущие тундрам мхи и лишайники, так и пальмы и мимозы, характерные для побережья Средиземного моря.

## История
Годом основания Швейцарии традиционно считается 1291 год, когда жители трёх альпийских долин заключили соглашение о взаимной поддержке в случае нападения. К 1513 году количество членов союза достигло 13. Через полтора десятилетия в Швейцарии началась Реформация, и последующие три века продолжалось противостояние между католиками и протестантами, неоднократно выливавшееся в кровопролитные войны. С 1798 года и до поражения Наполеона при Ватерлоо в 1815 году Швейцария находилась под властью Франции. В последующие годы шла борьба между патрицианской властью отдельных кантонов и сторонниками преобразования Швейцарии в цельное государство на демократических началах, которая завершилось в 1848 году победой последних. Была принята конституция и создан федеральный парламент, и с тех пор наступил период спокойного развития Швейцарской конфедерации. Страна сохраняла нейтралитет в обеих мировых войнах. Швейцария вступила в Совет Европы в 1963 году. В 2002 году Швейцария стала членом Организации объединённых наций (ранее на референдумах избиратели отвергали членство в ООН).

## Население
| 1960       | 1961       | 1962       | 1963       | 1964       | 1965       | 1966       | 1967       | 1968       | 1969       | 1970       | 1971       |
| ---------- | ---------- | ---------- | ---------- | ---------- | ---------- | ---------- | ---------- | ---------- | ---------- | ---------- | ---------- |
| 5 327 827  | ↗5 434 294 | ↗5 573 815 | ↗5 694 247 | ↗5 789 228 | ↗5 856 472 | ↗5 918 002 | ↗5 991 785 | ↗6 067 714 | ↗6 136 387 | ↗6 180 877 | ↗6 213 399 |
| 1972       | 1973       | 1974       | 1975       | 1976       | 1977       | 1978       | 1979       | 1980       | 1981       | 1982       | 1983       |
| ↗6 260 956 | ↗6 307 347 | ↗6 341 405 | ↘6 338 632 | ↘6 302 504 | ↘6 281 174 | ↗6 281 738 | ↗6 294 365 | ↗6 319 408 | ↗6 354 074 | ↗6 391 309 | ↗6 418 773 |
| 1984       | 1985       | 1986       | 1987       | 1988       | 1989       | 1990       | 1991       | 1992       | 1993       | 1994       | 1995       |
| ↗6 441 865 | ↗6 470 365 | ↗6 504 124 | ↗6 545 106 | ↗6 593 386 | ↗6 646 912 | ↗6 715 519 | ↗6 799 978 | ↗6 875 364 | ↗6 938 265 | ↗6 993 795 | ↗7 040 687 |
| 1996       | 1997       | 1998       | 1999       | 2000       | 2001       | 2002       | 2003       | 2004       | 2005       | 2006       | 2007       |
| ↗7 071 850 | ↗7 088 906 | ↗7 110 001 | ↗7 143 991 | ↗7 184 250 | ↗7 229 854 | ↗7 284 753 | ↗7 339 001 | ↗7 389 625 | ↗7 437 115 | ↗7 483 934 | ↗7 551 117 |
| 2008       | 2009       | 2010       | 2011       | 2012       | 2013       | 2014       | 2017       | 2021       | 2023[…]    | 2023       |            |
| ↗7 647 675 | ↗7 743 831 | ↗7 824 909 | ↗7 912 398 | ↗7 996 861 | ↗8 087 875 | ↗8 211 700 | ↗8 466 017 | ↗8 738 791 | ↗8 902 308 | ↗8 962 300 |            |

Возрастно-половые пирамиды населения Швейцарии в 1971—2019 года с учётом места рождения

Возрастно-половые пирамиды населения Швейцарии на 2021 год с учётом места рождения

Общая численность населения по состоянию на 2024 год составляет 8 860 574 чел. По состоянию на 2020 год средний возраст женщины при первых родах в Швейцарии составлял 31,1 года (для сравнения в Республике Корее — стране с самым низким в мире СКР — 0,84 рождений на женщину на 2020 год, средний возраст женщины при первых родах в 2019 году составлял 32,2 года). По данным на 2024 год в среднем одна жительница Швейцарии имеет 1,59 ребёнка.
Возрастная структура населения
- 0—14 лет: 15,1 % (мальчики 685 221 / девочки 650 802);
- 15—64 лет: 64,6 % (мужчины 2 887 767 / женщины 2 834 842);
- 65 лет и старше: 20,3 % (мужчины 830 117 / женщины 971 825) (2024 г.)[32].

Средний возраст
- Общий показатель: 44,2 лет
- Мужчины: 43,5 лет
- Женщины: 44,9 лет (32-е место в мире на 2024 г.)[32]

Средняя ожидаемая продолжительность жизни
- Общий показатель: 83,9 лет
- Мужчины: 82 года
- Женщины: 85,8 лет (9-е место в мире на 2024 г.)[32]

### Этнический и языковой состав населения

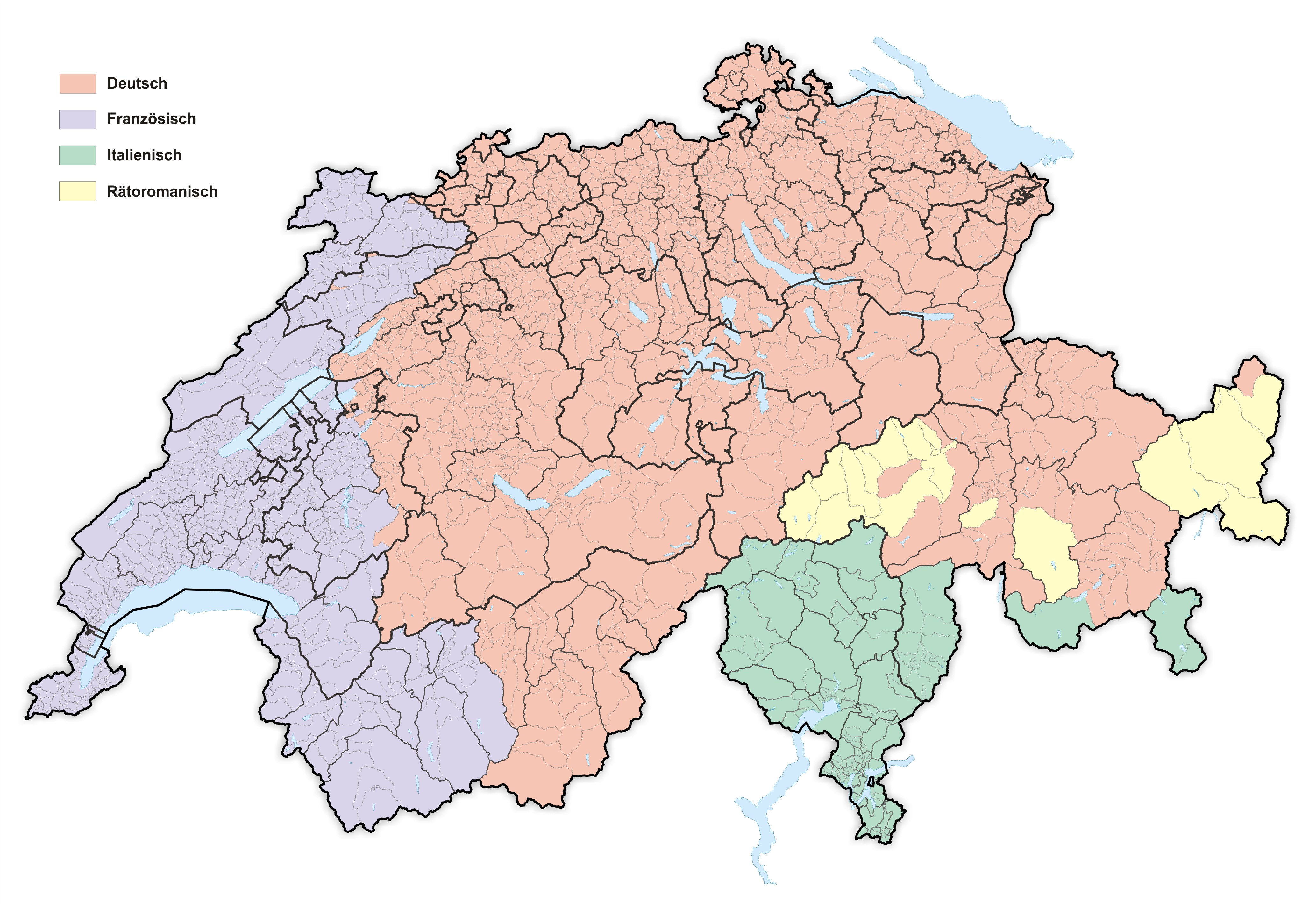
Карта языков Швейцарии по состоянию на 1 января 2021 года:
Немецкий язык (62 %),
Французский язык (23 %),
Итальянский язык (8 %),
Романшский язык (0,5 %)

Исторически Швейцарская Конфедерация складывалась в условиях сосуществования различных языковых, культурных и религиозных групп. 69,2 % населения — швейцарцы. У них нет общего языка. Согласно данным The World Factbook языки Швейцарии по числу носителей по состоянию на 2019 год: 62,1 % — немецкий (официальный), 22,8 % — французский (официальный), 8 % — итальянский (официальный), 5,7 % — английский, 3,5 % — португальский, 3,3 % — албанский, 2,3 % — сербохорватский, 2,3 % — испанский, 0,5 % — ретороманский (официальный), 7,9 % — другие языки. Немецкий, французский, итальянский и ретороманский — национальные и официальные языки Швейцарской Конфедерации.
Согласно данным The World Factbook этнический состав населения Швейцарии по стране рождения по состоянию на 2020 год: 69,2 % — швейцарцы, 4,2 % — немцы, 3,2 % — итальянцы, 2,5 % — португальцы, 2,1 % — французы, 1,1 % — косовары, 1 % — турки, 16,7 % — другие этнические группы. В стране также живут романши, они составляют около 1 % населения.
Взаимоотношения между франкоязычной и немецкоязычной частями Швейцарии являются важнейшим фактором в развитии национальной истории. Однако они далеки от идеала. Отношения между основными культурно-языковыми ареалами страны с начала XIX века, когда к территории Швейцарии были присоединены густонаселённые франкоязычные области, и по сей день характеризуются наличием большого числа конфликтов и противоречий. Существует даже воображаемая граница между этими двумя культурно-языковыми общинами — Рёштиграбен. Наиболее острым вопросом в этих взаимоотношениях стал конфликт вокруг образования нового кантона Юра.
По состоянию на 2019 год, по оценкам ООН, в Швейцарии проживало 2,6 миллиона иммигрантов и их потомков, что составляет 29,9 % населения страны.
По состоянию на 2023 год 40 % населения Швейцарии имело иностранное происхождение, в том числе 32 % являлись иммигрантами.

## Территориальное устройство

Административное деление Швейцарии

Швейцария — федеративная республика, состоящая из 26 кантонов (20 кантонов (Kanton) и 6 полукантонов (Landesteil)), кантоны могут делиться на округа (Bezirk), округа на города и общины (Gemeinde), некоторые общины на городские районы (Stadtkreis). Ниже — список кантонов, причём многие города Швейцарии имеют разные названия в зависимости от языка).
| Кантон                 | Код1 | Крупнейший город | Официальный язык                  | Площадь, км² | Население, чел. (2018) |
| ---------------------- | ---- | ---------------- | --------------------------------- | ------------ | ---------------------- |
| Цюрих                  | ZH   | Цюрих            | немецкий                          | 1728,9       | 1 487 969              |
| Берн                   | BE   | Берн             | немецкий, французский             | 5959,1       | 1 026 513              |
| Люцерн                 | LU   | Люцерн           | немецкий                          | 1493,4       | 403 398                |
| Ури                    | UR   | Альтдорф         | немецкий                          | 1076,4       | 35 693                 |
| Швиц                   | SZ   | Швиц             | немецкий                          | 908,1        | 155 863                |
| Обвальден              | OW   | Зарнен           | немецкий                          | 490,6        | 37 378                 |
| Нидвальден             | NW   | Штанс            | немецкий                          | 276,1        | 42 556                 |
| Гларус                 | GL   | Гларус           | немецкий                          | 685,4        | 40 147                 |
| Цуг                    | ZG   | Цуг              | немецкий                          | 238,7        | 123 948                |
| Фрибур                 | FR   | Фрибур           | французский, немецкий             | 1670,8       | 311 914                |
| Золотурн               | SO   | Золотурн         | немецкий                          | 790,5        | 269 441                |
| Базель-Штадт           | BS   | Базель           | немецкий                          | 37,1         | 193 063                |
| Базель-Ланд            | BL   | Листаль          | немецкий                          | 517,5        | 285 631                |
| Шаффхаузен             | SH   | Шаффхаузен       | немецкий                          | 298,5        | 80 769                 |
| Аппенцелль-Ауссерроден | AR   | Херизау          | немецкий                          | 242,9        | 54 956                 |
| Аппенцелль-Иннерроден  | AI   | Аппенцелль       | немецкий                          | 172,5        | 16 003                 |
| Санкт-Галлен           | SG   | Санкт-Галлен     | немецкий                          | 2025,5       | 502 549                |
| Граубюнден             | GR   | Кур              | немецкий, итальянский, романшский | 7105,2       | 197 550                |
| Аргау                  | AG   | Арау             | немецкий                          | 1403,8       | 663 461                |
| Тургау                 | TG   | Фрауэнфельд      | немецкий                          | 990,9        | 270 710                |
| Тичино                 | TI   | Беллинцона       | итальянский                       | 2812,5       | 354 375                |
| Во                     | VD   | Лозанна          | французский                       | 3212,1       | 784 822                |
| Вале                   | VS   | Сьон             | французский, немецкий             | 5224,4       | 339 176                |
| Невшатель              | NE   | Невшатель        | французский                       | 803,1        | 178 567                |
| Женева                 | GE   | Женева           | французский                       | 282,4        | 489 524                |
| Юра2                   | JU   | Делемон          | французский                       | 838,8        | 73 122                 |

1 ISO 3166-2:CH
2 Образовался в 1979 году.
Каждый кантон имеет собственную конституцию и законодательство. Законодательные органы кантонов — кантональные советы (Kantonsrat), избираемые населением, исполнительные органы — правящие советы (Regierungsrat), состоящие из премьер-министров (Regierungspräsident) (или ландамманов (Landammann)), вице-премьер-министров (Regierungsvizepräsident) (или земельных штатгальтеров (Landstatthalter)) и правительственных советников (Regierungsrat), избираемые кантональными советами.

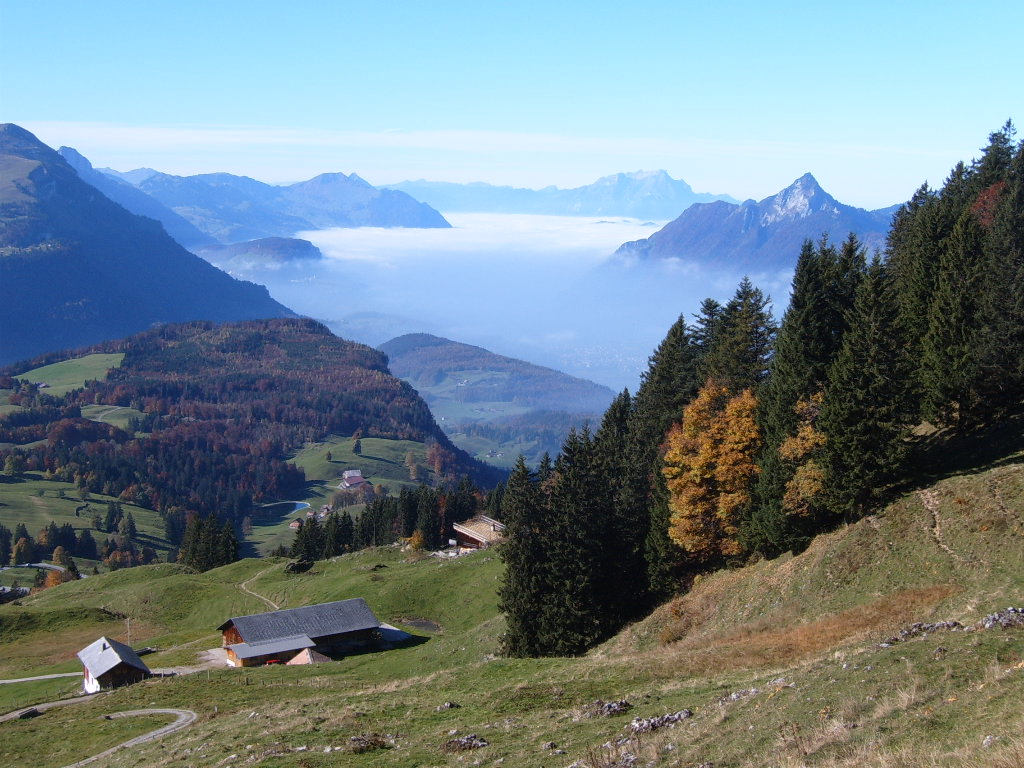
Кантон Швиц

Законодательные органы романских кантонов — большие советы (фр. Grand Conseil, ит. Gran Consiglio), исполнительные органы — государственные советы (фр. Conseil d’État, ит. Consiglio di Stato), состоящие из председателей государственного совета (фр. Président du Conseil d’État, ит. Presidente del Consiglio di Stato), заместителей председателей государственного совета (фр. Vice-président du Conseil d’État, ит. Vicepresidente del Consiglio di Stato) и государственных советников (фр. Conseiller d’État, ит. Consigliere di Stato).
Особым устройством отличается государственная власть в Аппенцелль-Иннерродене: законодательный орган — земельная община (Landsgemeinde), в которую входят все избиратели, исполнительный орган — кантональная комиссия (Standeskommission), состоящий из правящего ландаммана (Regierender Landammann), помогающий ландамман (Stillstehender Landammann) и правительных советников (Regierungsrat).
В округах, которые возглавляются префектом (Bezirksamman), назначаемым кантональным советом.
Представительные органы городов — общинные советы (Gemeinderat) избираемые населением, исполнительные — городские советы (Stadtrat), состоящие из городских президентов (Stadtpräsident) и городских советников (Stadtrat), избираемые общинными советами.
Представительные органы общин — общинные собрания (Gemeiendeversammlung), состоящие из всех жителей общины, исполнительные органы общин — общинные советы (Gemeinderat), состоящие из общинного президента (Gemeindepräsident) и общинных советников (Gemeinderat), избираемые общинными собраниями.

## Правовая система
Высшая судебная инстанция — Федеральный Суд (Bundesgericht, Tribunal fédéral), суды апелляционной инстанции — высшие суды (Obergericht), в Женеве — Палата Правосудия (Justizhof, Cour De Justice), в Базель-Штадт — апелляционные суды (Appellationsgericht), суды первой инстанции — окружные суды (Bezirksgericht), в Люцерне — участковые суды (Amtsgericht), в Юре — суды первой инстанции (Gericht erster Instanz), в Обвальдене, Нидвальдене, Гларусе, Шаффхаузене, Цуге, Аппенцелль-Ауссерродене — кантональные суды (Kantonsgericht), в Санкт-Галлене — уездные суды (Kreisgericht), низшее звено судебной системы — мировые суды (Friedensgerichte) (существуют не во всех кантонах), высшая судебная инстанция административной юстиции — Федеральный Административный Суд (Bundesverwaltungsgericht, Tribunal administratif fédéral).

## Политическое устройство
Швейцария — федеративная республика, состоящая из 20 кантонов и 6 полукантонов. На территории Швейцарии находятся 2 анклава: Бюзинген входит в состав Германии и Кампионе-д’Италия — в состав Италии. До 1848 года (кроме короткого периода Гельветической республики) Швейцария представляла собой конфедерацию; в настоящее время это фактически федерация, однако слово «конфедерация» сохраняется в официальном названии страны. Каждый кантон имеет свои конституцию и законодательство, однако их действие ограничено федеральной конституцией. В ведении федеральных властей находятся вопросы войны и мира, внешних отношений, армии, железных дорог, связи, денежной эмиссии, утверждение федерального бюджета и т. д.
Законодательная власть — двухпалатное Федеральное собрание, состоящее из Национального совета и Совета кантонов, причём в законодательном процессе обе палаты равноправны. Национальный совет (200 депутатов) избирается населением на 4 года по системе пропорционального представительства. Федеративное устройство Швейцарии было закреплено в конституциях 1848, 1874 и 1999 годов. В Совете кантонов 46 депутатов, которые избираются населением, в большинстве кантонов по мажоритарной системе относительного большинства в 20 двухмандатных и 6 одномандатных округах, то есть по 2 человека от каждого кантона и по одному от полукантона на 4 года (в некоторых кантонах — на 3 года).
Исполнительный орган — Федеральный совет (нем. Bundesrat, фр. Conseil fédéral, ит. Consiglio federale), состоящий из 7 членов (нем. Bundesrat, фр. conseiller fédéral, ит. consigliere federale), каждый из которых возглавляет одно из министерств Федеральной администрации. Двое из членов Федерального совета поочерёдно исполняют обязанности президента конфедерации (нем. Bundespräsident , фр. président de la Confédération, итал. presidente della Confederazione) и вице-президента, соответственно. Для руководства аппаратом Федерального совета существует должность канцлера (нем. Bundeskanzler, фр. chancelier de la Confédération, итал. cancelliere della Confederazione), который имеет в Совете право совещательного голоса и формально не входит в его состав.
Члены Федерального совета и канцлер избираются на совместном заседании обеих палат парламента на весь срок его полномочий, то есть на 4 года. Каждый год парламент назначает президента и вице-президента конфедерации из числа членов Совета, без права переназначения на следующий год. На практике члены Федерального совета практически всегда переизбираются, так что его состав может оставаться неизменным в течение нескольких сроков полномочий парламента, и по традиции пост президента занимают поочерёдно все члены Совета.

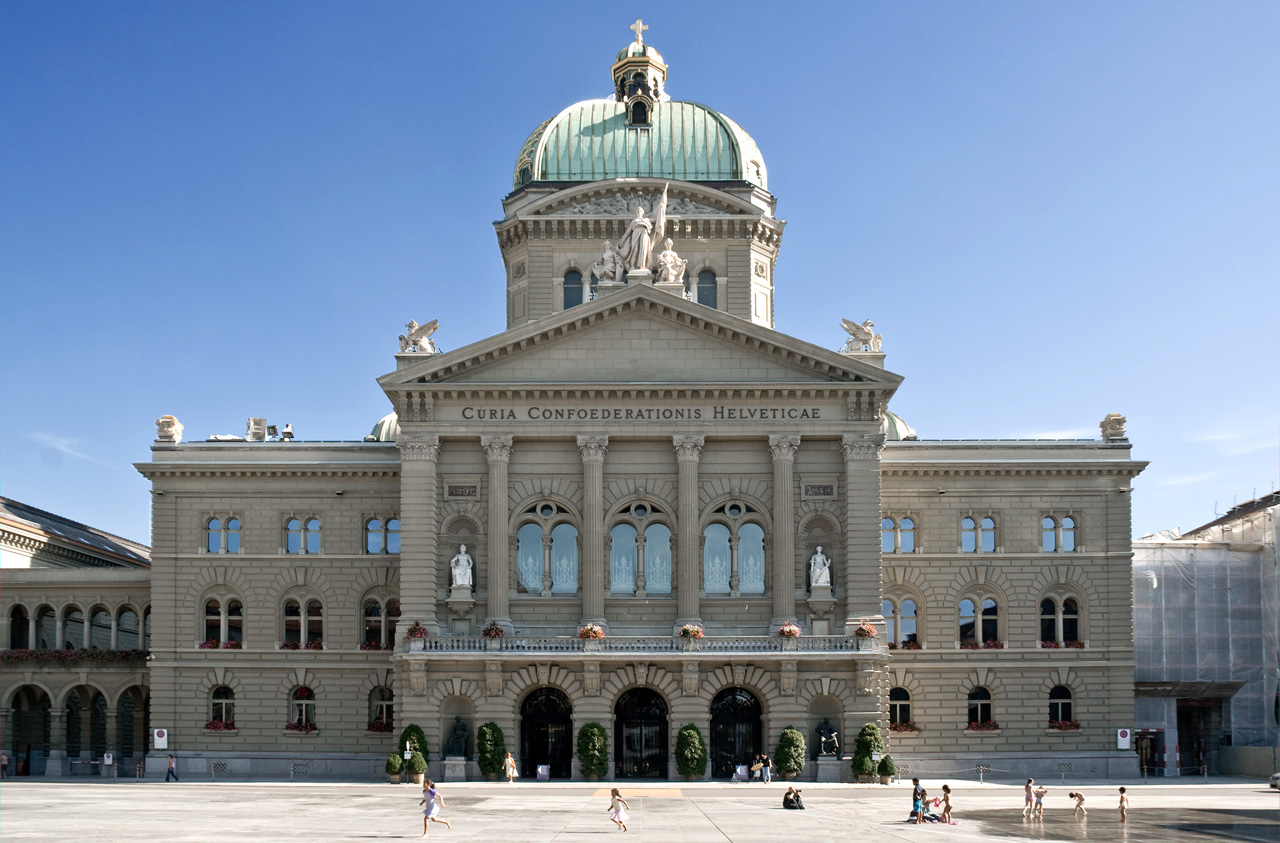
Федеральный дворец, Берн

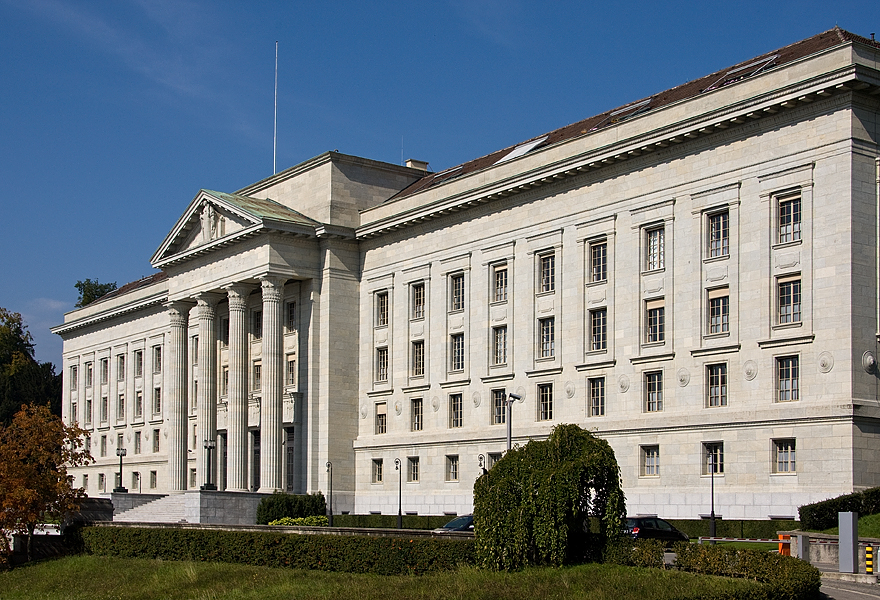
Здание Верховного суда в Лозанне

Все законы, принятые парламентом, могут быть утверждены или отвергнуты на всенародном факультативном референдуме (прямая демократия), для проведения которого, после принятия закона, в 100-дневный срок необходимо собрать минимум 50 тысяч подписей. Изменения Конституции или вступления в международные организации требуют подтверждения на всенародном обязательном референдуме. Избирательным правом обладают все граждане страны, достигшие 18-летнего возраста.
Основные принципы швейцарской конфедерации были заложены в 1291 году. До конца XVIII века в стране не существовало центральных государственных органов, но периодически созывались общесоюзные соборы — (Tagsatzung). В 1798 году Швейцария была оккупирована Францией и была принята конституция по образцу французской. В 1803 году в рамках «Акта посредничества» Наполеон вернул Швейцарии независимость. Принятая в 1848 году первая федеральная конституция предусматривала создание двухпалатного федерального парламента. В 1874 году была принята конституция, предусматривавшая введение института референдумов. В 1999 году была принята новая, основательно переработанная редакция этой конституции. Лишь в 1971 году в соответствии с результатом общенационального референдума женщины получили избирательное право, однако его введение во всех кантонах было завершено лишь в 1990 году. Таким образом, Швейцария стала последним европейским государством, уравнявшим женщин в избирательных правах с мужчинами.

### Политические партии

#### Правые
- Швейцарская народная партия (Schweizerische Volkspartei (SVP)) — национал-консервативная, правая
- Лига Тичино (Lega dei Ticinesi) — правая, изоляционистская
- Федеральный демократический союз Швейцарии — правая христианская

#### Правоцентристы
- Консервативная демократическая народная партия Швейцарии — консервативная
- Христианско-демократическая народная партия Швейцарии (Christlichdemokratische Volkspartei der Schweiz (CVP)) — умеренная христианско-демократическая
- Евангелическая народная партия Швейцарии — социал-консервативная

#### Центристы
- Свободно-демократическая партия Швейцарии (Freisinnig-Demokratische Partei der Schweiz (FDP)) — либеральная
- Зелёная либеральная партия Швейцарии — экологистская либеральная

#### Левоцентристы
- Социал-демократическая партия Швейцарии (Sozialdemokratische Partei der Schweiz (SP)) — социалистическая
- Христианская социальная партия Швейцарии — христианско-социалистическая

#### Левые
- Зелёная партия Швейцарии (Grüne Partei der Schweiz (GPS)) — экологистская
- Альтернативные левые — левосоциалистическая
- Партия труда Швейцарии (Partei der Arbeit der Schweiz (PdA)) — коммунистическая
- Солидарность (SolidaritéS) — коммунистическая, троцкистская, антикапиталистическая

### Профсоюзы
Крупнейшее федеральное профсоюзное объединение страны — Объединение швейцарских профсоюзов (Schweizerischer Gewerkschaftsbund). В отраслевом плане состоит из отраслевых профсоюзов, в территориальном плане — из кантональных объединений профсоюзов (Kantonalgewerkschaftsbund), кантональные объединения профсоюзов из региональных объединений профсоюзов (Regionalgewerkschaftsbund), региональные объединения профсоюзов из локальных объединений профсоюзов (Lokalgewerkschaftsbund). Высший орган — профсоюзный конгресс (Gewerkschaftskongress), между профсоюзными конгрессами — правление объединения профсоюзов (Gewerkschaftsbundesvorstand), молодёжная организация — профсоюзная молодёжь (Gewerkschaftsjugend).

## Внешняя политика
Швейцария имеет давние традиции политического и военного нейтралитета, однако принимает деятельное участие в международном сотрудничестве, на её территории располагаются штаб-квартиры многих международных организаций. Существует несколько точек зрения в отношении времени возникновения швейцарского нейтралитета. По мнению некоторых учёных, Швейцария начала придерживаться статуса нейтралитета уже после заключения мирного договора с Францией 29 ноября 1516 года, в котором был провозглашён «вечный мир». В дальнейшем швейцарские власти приняли ряд решений, продвинувших страну на пути к определению своего нейтралитета. В 1713 году нейтралитет Швейцарии был признан Францией, Испанией, Нидерландами и Англией, заключившими Утрехтский мир. Однако в 1803 году Швейцария была принуждена заключить с наполеоновской Францией договор о военном союзе, в соответствии с которым страна обязывалась предоставить свою территорию для ведения военных действий, а также выставить военный контингент для французской армии. На Венском конгрессе в 1815 году был закреплён «вечный нейтралитет» Швейцарии. Окончательно нейтралитет был подтверждён и конкретизирован Гарантийным актом, подписанным в Париже 20 ноября 1815 года Австрией, Великобританией, Португалией, Пруссией, Россией и Францией. 22 января 1506 года была основана Швейцарская гвардия, призванная защищать главу римско-католической церкви и его дворец. Общая численность первого состава швейцарской гвардии составляла 150 человек (в настоящее время 110).
Внешняя политика Швейцарии согласно конституции этой страны строится с учётом международно-правового статуса постоянного нейтралитета. Начало швейцарской политики нейтралитета трудно связать с какой-либо определённой датой. Швейцарский историк Эдгар Бонжур по этому поводу сказал: «Понятие швейцарского нейтралитета возникло одновременно с понятием швейцарской нации». Ещё в XIV веке в договорах отдельных кантонов, составивших впоследствии Швейцарскую конфедерацию, с их соседями употребляется немецкий термин «stillsitzen» (буквально «сидеть смирно»), что примерно соответствует позднейшему понятию нейтралитета.
Постоянный нейтралитет Швейцарии возник в результате подписания четырёх международно-правовых актов: Акта Венского Конгресса от 8 (20) марта 1815 года, Приложения к Акту Венского Конгресса № 90 от 8 (20) марта 1815 года, Декларации держав о делах Гельветического Союза и Акта относительно признания и гарантии постоянного нейтралитета Швейцарии и неприкосновенности её территории. В отличие от других стран, избравших подобный путь исключительно под воздействием внешних факторов (например, как результат поражения в войне), нейтралитет Швейцарии сформировался и по внутриполитическим причинам: нейтралитет, став объединяющей нацию идеей, способствовал эволюции её государственности от аморфной конфедерации к централизованному федеративному устройству.
За годы политики постоянного вооружённого нейтралитета альпийской республике удалось избежать участия в двух опустошительных мировых войнах и укрепить свой международный авторитет, в том числе путём осуществления многочисленных посреднических усилий. Принцип поддержания связей «между странами, а не между правительствами» позволял вести диалог со всеми, вне зависимости от политических или идеологических соображений.
Швейцария представляет третьи государства там, где у них прерваны дипломатические отношения (к примеру, интересы СССР в Ираке в 1955 году, Великобритании в Аргентине во время англо-аргентинского конфликта 1982 года; в настоящее время Швейцария представляет интересы США в Иране, интересы Российской Федерации в Грузии после разрыва дипломатических отношений между этими странами в 2008 году).
В мае 2004 года подписан «второй пакет» секторальных договоров ЕС — Швейцария, который, вместе с «первым пакетом» (вступил в силу 1 июня 2002 года), является своего рода альтернативой вступлению Швейцарии в ЕС.
В рамках общенациональных референдумов, прошедших в 2005 году, народом Швейцарии положительно решён вопрос о присоединении Швейцарии к Шенгенскому и Дублинскому договорам (соглашение об этом с ЕС входит во «второй пакет»), а также о распространении положений Договора о свободе перемещений между Швейцарией и ЕС (входит в «первый пакет» секторальных договоров) на новых членов ЕС, вступивших в Союз в 2004 году. Вместе с тем, принято решение считать вопрос о вступлении Швейцарии в Евросоюз не «стратегической целью», как раньше, а только «политической опцией», то есть возможностью.
В 1959 году Швейцария стала одной из стран-учредительниц ЕАСТ, в 2002 году вошла в ООН.

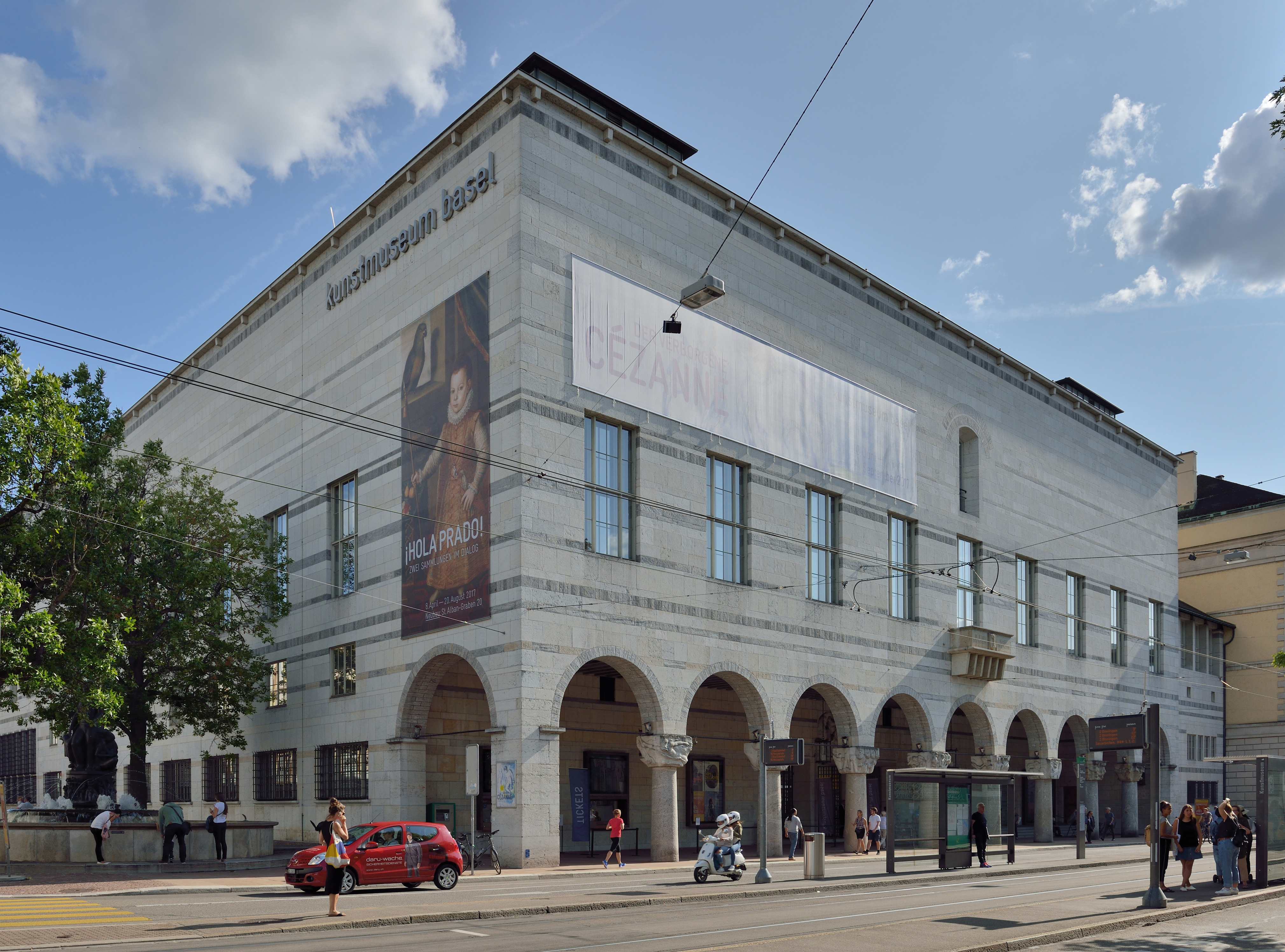
Базельский художественный музей — старейший публичный художественный музей в мире (открыт в 1661 году)

## Экономика
Швейцария — одна из самых развитых и богатых стран мира, высокоразвитая индустриальная страна с интенсивным высокопродуктивным сельским хозяйством и почти полным отсутствием каких-либо полезных ископаемых; входит в первую десятку стран мира по уровню конкурентоспособности экономики.
Швейцарская экономика тесно связана с внешним миром, прежде всего со странами ЕС (товарооборот 80—85 %), производственной кооперацией и внешнеторговыми сделками. Через Швейцарию транзитом проходит более 50 % всех грузов из северной части Западной Европы на юг и в обратном направлении. После заметного роста в 1998—2000 годах экономика страны вступила в полосу спада. В 2002 году ВВП вырос на 0,5 % и составил 417 млрд швейцарских франков. Инфляция была на отметке 0,6 %. Уровень безработицы достиг 3,3 %. В экономике занято около 4 млн человек (57 % населения), из них: в промышленности — 25,8 % (в том числе в машиностроении — 2,7 %, в химической промышленности — 1,7 %, в сельском и лесном хозяйстве — 4,1 %), в сфере услуг — 70,1 % (в том числе в торговле — 16,4 %, в банковском и страховом деле — 5,5 %, в гостинично-ресторанном бизнесе — 6,0 %). Политика нейтралитета в двух мировых войнах позволила экономике Швейцарии избежать разрухи.
В Швейцарии находятся четыре крупнейших в мире предприятия по очистке золота, перерабатывающие две трети от его мировой добычи; соответственно, эта страна является крупнейшим в мире импортёром и экспортёром драгоценного металла. В 2014 году его импорт составил 23 %, а экспорт — 21 % от мирового оборота в $321 млрд.

#### Импорт
Объём импорта в 2018 году составил CHF 273,389 млрд (исключая драгметаллы), в том числе:
- продукция химической и фармацевтической промышленности (50,1 млрд);
- машины и электроника (32,1 млрд);
- транспортные средства (19,3 млрд);
- бижутерия и ювелирные изделия (16,0 млрд);
- металлы (15,9 млрд);
- инструменты и часы (12,2 млрд);
- текстиль, одежда и обувь (11,7 млрд);
- продукты питания (10,9 млрд);
- энергоносители (9,5 млрд);
- синтетические материалы и бумажные продукты (8,5 млрд)[41].

#### Экспорт
Объём экспорта в 2018 году составил CHF 303,886 млрд, в том числе:
- продукция химической и фармацевтической промышленности (104,4 млрд);
- инструменты и часы (38,0 млрд);
- машины, оборудование и электроника (33,5 млрд);
- металлы (14,4 млрд);
- бижутерия и ювелирные изделия (11,6 млрд);
- продукция питания (9,0 млрд);
- синтетические материалы и бумажные продукты (5,2 млрд);
- транспортные средства (5,0 млрд);
- текстиль, одежда и обувь (4,9 млрд);
- энергоносители (2,8 млрд)[41].

Преимущества швейцарской экономики: высококвалифицированная рабочая сила, надёжная сфера услуг. Развитые отрасли фармацевтики, машиностроения и высокоточной механики. Транснациональные концерны химической промышленности, фармакологии и банковского сектора. Банковская тайна привлекает иностранный капитал. Банковский сектор составляет 9 % ВВП. Инновации в массовых рынках (часы Swatch, концепция автомобилей Smart).
Слабые стороны швейцарской экономики: ограниченность ресурсов и малая площадь.

### Уровень жизни
В Швейцарии нет минимального размера оплаты труда. Но МРОТ был введён с 2017 года в кантонах Невшатель и Юра (второй по высоте в мире, CHF 20 (€18,53) в час или около CHF 3600 (€3335,21) в месяц), с 1 ноября 2020 года в кантоне Женева (самый высокий в мире, CHF 23 (€21,30) в час или CHF 4086 (€3785,47) в месяц) и с 1 января 2021 года в кантоне Тичино (третий по высоте в мире, CHF 19,75 (€18,29) в час или около CHF 3500 (€3241,40) в месяц). По состоянию на 2015 год средний размер оплаты труда в Швейцарии составляет CHF 6257 (€5485,96, брутто) и CHF 5136 (€4502,29, нетто) в месяц.

### Финансы
Несколько десятков лет Швейцарская Конфедерация входила в список офшорных зон. В стране функционирует около 4 тысяч финансовых институтов, в том числе множество филиалов иностранных банков. На швейцарские банки приходится 35-40 % мирового управления собственностью и имуществом частных и юридических лиц. Они пользуются хорошей репутацией у клиентов благодаря стабильной внутриполитической обстановке, твёрдой швейцарской валюте, соблюдению принципа «банковской тайны». Крупнейшим швейцарским банком является UBS. Швейцария, являясь крупным экспортёром капитала, занимает четвёртое место в мире после США, Японии, ФРГ. Прямые инвестиции за границей составляют 29 % швейцарского ВВП (средний показатель в мире — около 8 %). 75 % всех швейцарских инвестиций направляется на развитые промышленности, среди развивающихся стран наиболее привлекают швейцарские капиталы Латинская Америка и Юго-Восточная Азия. Доля Восточной Европы в общем объёме инвестиций незначительна.

### Промышленность
В промышленности доминируют крупные объединения транснационального характера, как правило, успешно выдерживающие конкуренцию на мировом рынке и занимающие на нём ведущие позиции: концерны «Нестле» (пищевые продукты, фармацевтические и косметические изделия, детское питание), «Новартис» и «Хоффман-ла-Рош» (химико-фармацевтическая продукция), «Алюсюисс» (алюминий), шведско-швейцарский концерн АББ — «Асеа Браун Бовери» (электротехника и турбиностроение). Швейцарию часто ассоциируют с часовой фабрикой мира. В опоре на старые традиции и высокую техническую культуру здесь производят часы и ювелирные изделия самых престижных марок: Rolex, Chopard, Breguet, Patek Philippe, Vacheron Constantin и др.
Добывающая отрасль
В Швейцарии практически нет ископаемых. Промышленное значение имеют каменная соль и стройматериалы.

### Энергетика
Около 42 % электроэнергии в Швейцарии вырабатывается на АЭС, 50 % на ГЭС, а остальные 8 % на ТЭС из импортируемой нефти. Большинство ГЭС находится в Альпах, где создано более 40 искусственных озёр — водохранилищ. По инициативе «зелёных» строительство новых АЭС временно прекращено. А к 2050-му году Швейцария полностью станет нейтральной по отношению к природе.

### Транспорт

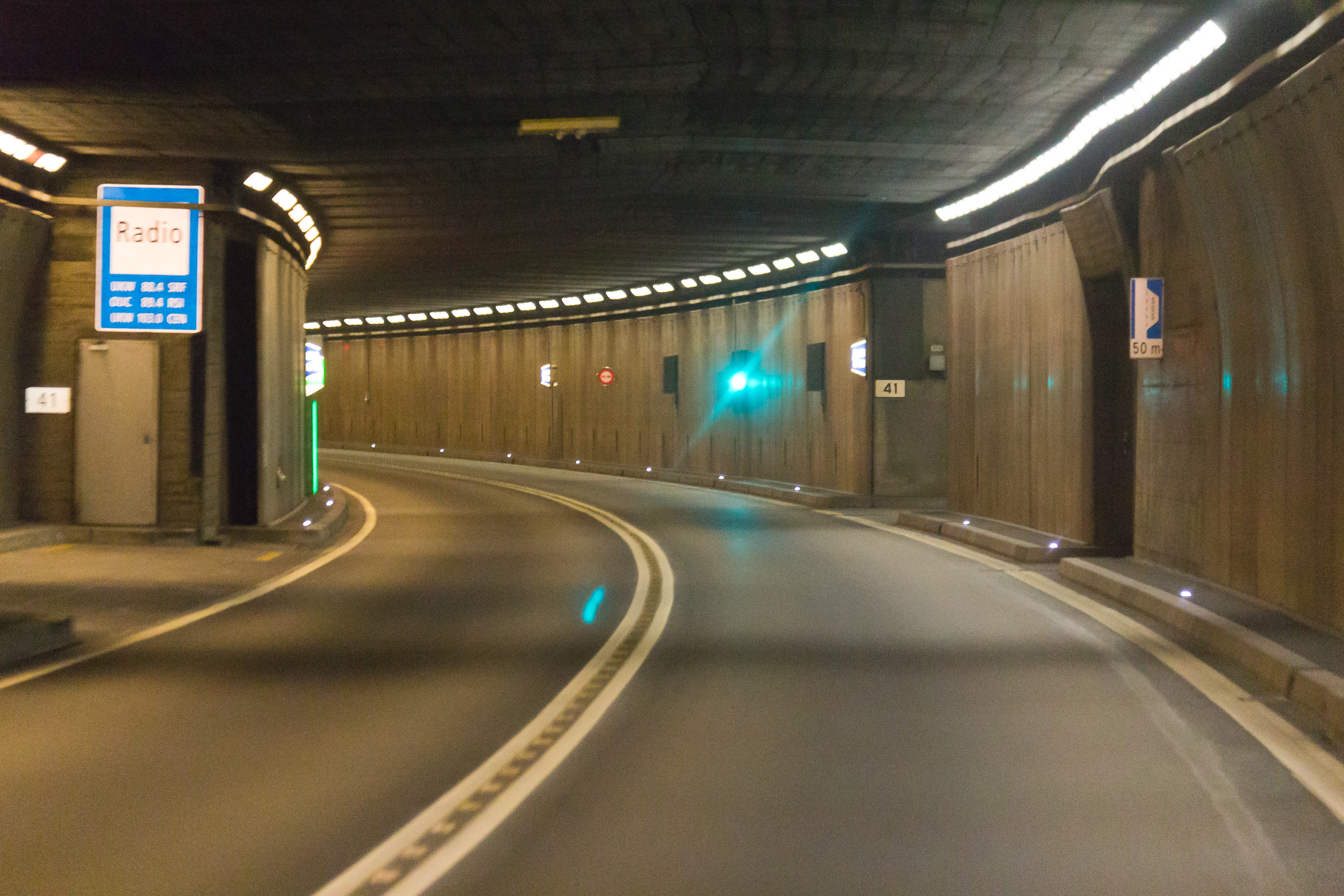
Готардский автомобильный тоннель

Швейцарская транспортная система «отлажена, как часы». Все 3212 км главных путей железных дорог общего пользования, принадлежащих федеральной компании SBB-CFF-FFS, полностью электрифицированы. В горах проложено более 600 туннелей, включая Симплонский (19,8 км). В горных регионах работают фуникулёры и канатные дороги. Протяжённость дорог — около 71 тыс. км. Важную роль играют дороги, проходящие через горные перевалы Сен-Готард, Большой Сен-Бернар и другие.
27 октября 2008 года в Лозанне было официально открыто первое в Швейцарии подземное метро — 5,9 км, 14 станций, поезда управляются автоматически, без машиниста. До этого линии метро лишь частично проходили под землёй, напоминая больше трамвайные линии.
Основные международные аэропорты Швейцарии — Женева, Цюрих, Базель.

### Сельское хозяйство
Сельское хозяйство имеет ярко выраженную животноводческую направленность (с упором на производство мясо-молочной продукции), отличается высокой урожайностью и производительностью труда. Характерно преобладание мелких хозяйств. Швейцарский сыр уже не одно столетие хорошо известен во многих странах мира. В целом сельское хозяйство обеспечивает потребности страны в продуктах питания на 56—57 %.
Швейцария поддерживает внешнеторговые связи практически со всеми странами мира. Экономика страны в значительной степени зависит от внешней торговли — как в импорте сырья и полуфабрикатов, так и в экспорте изделий промышленности (на экспорт идёт более 50 % продукции текстильной, около 70 % машиностроительной, свыше 90 % химической и фармацевтической, 98 % часовой промышленности).
На развитые индустриальные страны приходится 80 % оборота внешней торговли Швейцарии. Основными её партнёрами являются страны ЕС — свыше 3/4 экспорта и импорта. Среди крупнейших внешнеторговых партнёров — Германия, Франция, США, Италия, Великобритания, Бенилюкс.

### Туризм

Швейцарские Альпы у Фирвальдштетского озера

Являясь традиционной страной туризма, Швейцария удерживает в этой сфере прочные позиции в Европе. Наличие развитой туристической инфраструктуры, сети железных и автомобильных дорог в сочетании с живописной природой и выгодным географическим положением обеспечивает приток в страну значительного количества туристов, прежде всего немцев, американцев, японцев, а в последние годы также русских, индийцев, китайцев. 15 % национального дохода поступает за счёт туризма.
Альпы занимают 2/3 всей территории Швейцарии и ежегодно привлекают в Швейцарию тысячи любителей активного отдыха. Наивысшая точка страны находится в Пеннинских Альпах и называется пик Дюфур (4634 м). Также в Швейцарии находятся самая высокогорная в Европе железнодорожная станция Юнгфрауйох на высоте 3454 м над уровнем моря и самая высокогорная в Европе пивоварня в Монштайне на высоте 1600 м.
Самые известные горнолыжные и рекреационные курорты Швейцарии:
- Давос;
- Санкт-Мориц;
- Церматт;
- Интерлакен;
- Лейкербад.

## Культура
Культура страны развивалась, с одной стороны, под влиянием немецкой, французской и итальянской культур и, с другой стороны, на основе особенного самосознания каждого кантона. Поэтому до сих пор очень трудно точно сказать, что такое собственно «швейцарская культура».
В самой Швейцарии различают «швейцарскую культуру» (как правило — фольклор) и «культуру из Швейцарии» — все имеющиеся жанры, в которых работают люди со швейцарским паспортом. Так, например, объединения музыкантов, играющих на альпенгорнах — это скорее «швейцарская культура», а рок-группы «Yello», «Gotthard», «Krokus» и «Samael» — это культура из Швейцарии. Яркий представитель в музыке — Тило Вольфф и его группа «Lacrimosa», работающая в жанре «готик-рок».
В Базеле, Цюрихе, Берне, Лугано, Санкт-Галлене, Женеве, Лозанне, Фрибурге и Невшателе действуют университеты (единого общенационального университета в Швейцарии нет, его роль в какой-то мере играет Высшая техническая школа в Цюрихе). ВТШ имеется также в Лозанне, в Санкт-Галлене действует Высшая экономическая школа. Развита сеть профессиональных учебных заведений. Среди студентов значительную часть составляют иностранцы. Наряду с общеобразовательными школами, имеются привилегированные частные колледжи, высоко котирующиеся во всём мире.
В Швейцарии родился, жил и работал известный скульптор Герман Галлер, который является основоположником современной швейцарской пластики.
Швейцарские живописцы:
- Франц Герч;
- Иоганн Людвиг Аберли;
- Даниэль Шпёрри;
- Франк Буксер;
- Роман Зигнер;
- Луи Муалье;
- Никлаус Мануэль;
- Жан Ренггли;
- Томас Хубер;
- Ганс Аспер;
- Ханс Гигер.

Со Швейцарией связано множество литературных историй. Например, благодаря «Запискам о Шерлоке Холмсе» Рейхенбахский водопад знаменит не только как красивое место, но и как могила профессора Мориарти. История Шильонского замка вдохновила Байрона на сочинение «Шильонского узника».
Виктор Франкенштейн, персонаж романа Мэри Шелли «Франкенштейн, или Современный Прометей», родом из Женевы.
В Монтрё прибыли герои романа Э. Хемингуэя «Прощай, оружие!».
Из русской литературы известен прежде всего гражданин кантона Ури Николай Ставрогин, герой романа Ф. Достоевского «Бесы».
C Монтрё и Женевским озером связана знаменитая песня группы Deep Purple «Smoke on the Water» («We all came out to Montreaux, on the lake Geneva shoreline…»).

### Праздники
- В Швейцарии 2 января отмечается День Святого Бертольда.
- В Женеве 12 декабря отмечается праздник Эскалад.
- 1 августа отмечается День конфедерации (Национальный праздник Швейцарии). В этот день во всех кантонах проходят массовые народные гуляния, устраиваются роскошные салюты.
- В Цюрихе в апреле отмечают Шестизвонье — своеобразную встречу весны.
- В кантоне Аппенцелль-Ауссерроден отмечают Старый Новый год — Сильвестерклаус[нем.].

### Часы работы заведений
Учреждения в Швейцарии работают по будним дням с 8:00 до 12:00 и с 14:00 до 17:00. Суббота и воскресенье — выходные дни.
Швейцарские банки обычно открыты с 8:30 до 16:30, кроме выходных. Раз в неделю банки работают дольше обычного, уточнять это надо в каждом конкретном месте.
Отделения почты в крупных городах открыты по будням с 8:30 до 12:00 и с 13:30 до 18:30, в субботу с 7:30 до 11:00, воскресенье — выходной день.

### Национальная кухня

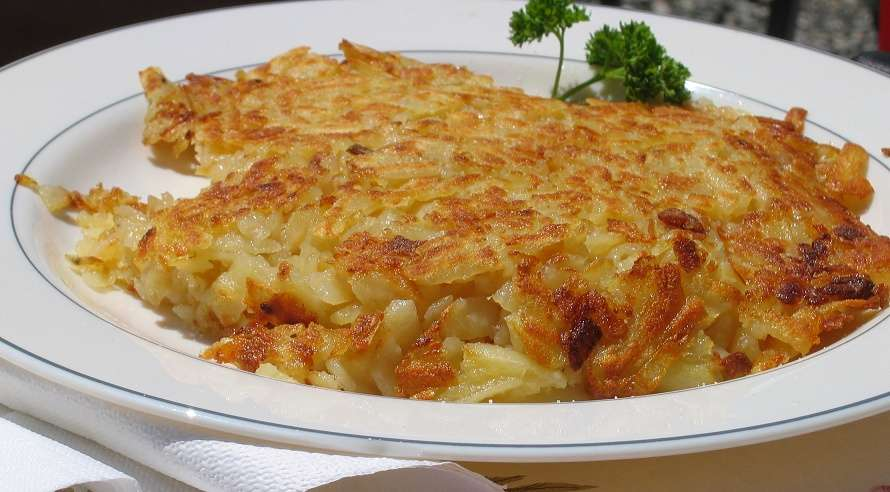
Рёшти

Швейцарская кухня заслуживает признания у гурманов всего мира, несмотря на достаточно сильное влияние соседних стран (Германии, Франции и Италии), у неё немало своих деликатесов. Одна из главных достопримечательностей Швейцарии — это шоколад, его производят в Швейцарии с XVIII века, но свою высокую репутацию он приобрёл в конце XIX века.
Швейцария известна не только культурным и национальным разнообразием, но также и богатым выбором блюд французской, итальянской, немецкой кухонь.
Швейцарское традиционное питание базируется на нескольких основополагающих компонентах. Наиболее распространённые компоненты швейцарской кухни: молоко, масло, сыр, картофель, кукуруза, свёкла, лук, капуста, сравнительно небольшое количество мяса и умеренно подобранный букет ароматических специй и трав. Несмотря на высокоразвитое животноводство в стране, мясо до сих пор нечастый гость на столе швейцарцев.
Характерные блюда швейцарской кухни:
фондю (наиболее известное блюдо швейцарской кухни),
рёшти,
тартифлетт,
полента,
раклет,
меренги.

### Образование
Образование Швейцарии известно частными школами, закрытыми пансионами и университетами. Швейцария — родина реформаторской педагогики, образование здесь и поныне основывается на принципах Марии Монтессори, Жана Пиаже и Рудольфа Штайнера. Уровень образования в частном секторе довольно высокий, благодаря достаточной подготовке педагогов и традициям качества. Также благодаря таким аспектам, дополняющих идеальные условия для обучения, как стабильность, безопасность и престиж. Все вышеупомянутые факторы привлекают огромное количество студентов и учащихся со всего мира. Помимо специализированных школ гостиничного бизнеса, большой популярностью пользуются курсы иностранных языков. Программы, рассчитанные на любой срок, обычно дают отличный результат и проводятся носителями языка с использованием современных методик. Частные языковые школы обычно предлагают широкий выбор мест обучения и различные адаптированные языковые программы для взрослых, детей и подростков. Особым престижем обладают частные общеобразовательные заведения.
Согласно международному исследованию качества среднего образования, Швейцария на протяжении 10 лет (2000—2009 годы) демонстрирует неизменно высокие показатели подготовки выпускников своих школ. Так, например, в 2000 году, по данным мониторинга оценки качества образования в школе PISA (Programme for International Student Assessment), проводимым ОЭСР (Организацией Экономического Сотрудничества и Развития), Швейцария занимала 13 место среди 32 стран, а в 2009 году — 14 среди 65. Во всех четырёх исследованиях (PISA-2000, PISA-2003, PISA-2006 и PISA-2009) уровень подготовки швейцарских школьников был существенно выше среднего по ОЭСР уровня.
Хорошие результаты показывает Швейцария и в отношении высшего образования. В международных рейтингах лучших вузов мира Швейцария традиционно занимает 4—9 позиции, уступая лишь США, Канаде и Великобритании.
Швейцарское образование некоторыми не слишком владеющими информацией обывателями считается дорогим даже по европейским меркам. Между тем, обучение в государственных университетах Швейцарии является одним из самых дешёвых в мире.

### Религия
Религия в Швейцарии на 2019 год
 Католики (34,4 %) Протестанты (22,5 %) Другие христиане (5,7 %) Атеисты (29,5 %) мусульмане (5,5 %) другие религии (1,6 %) нет данных (0,8 %)

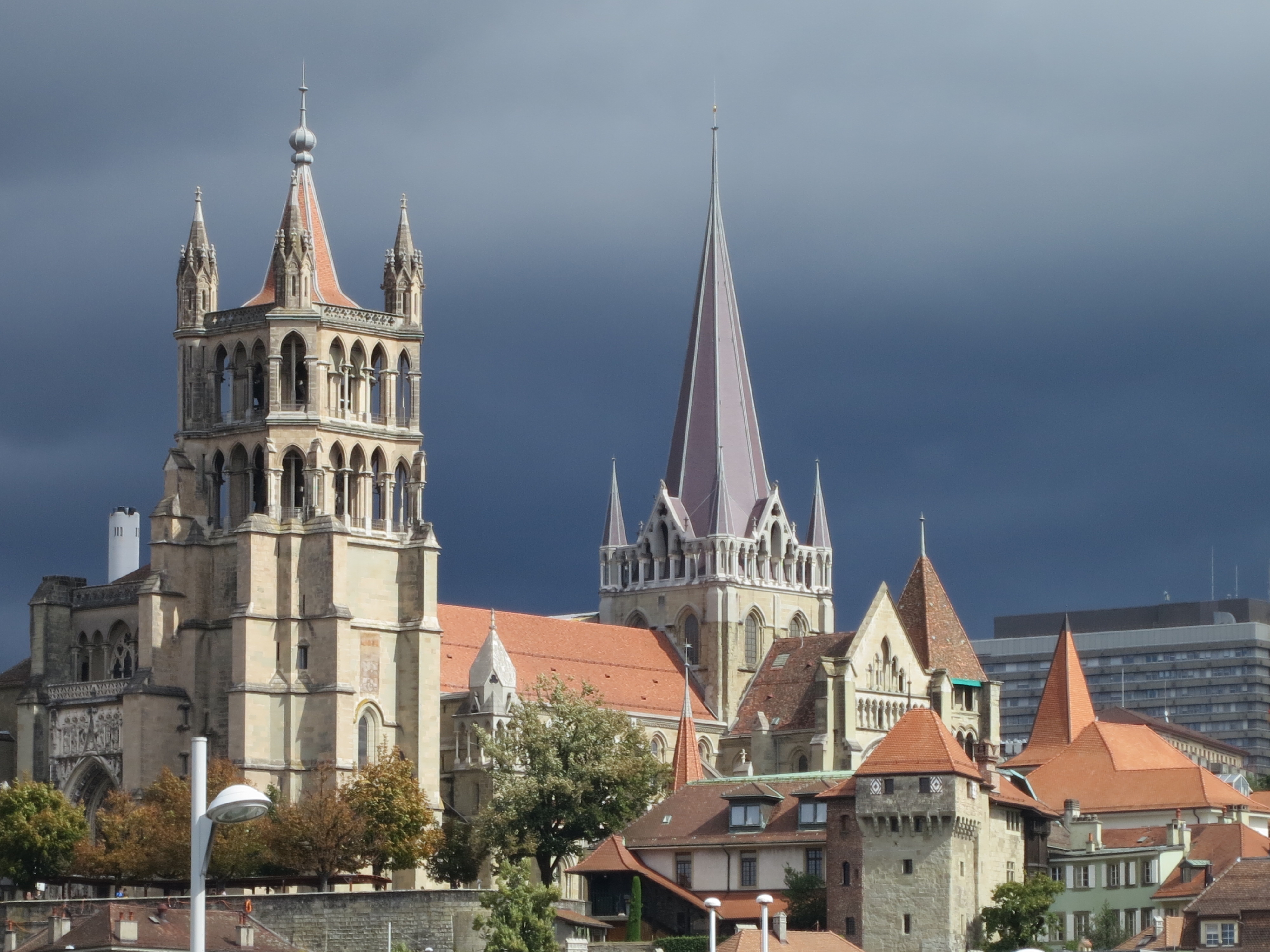
Собор Нотр-Дам в Лозанне

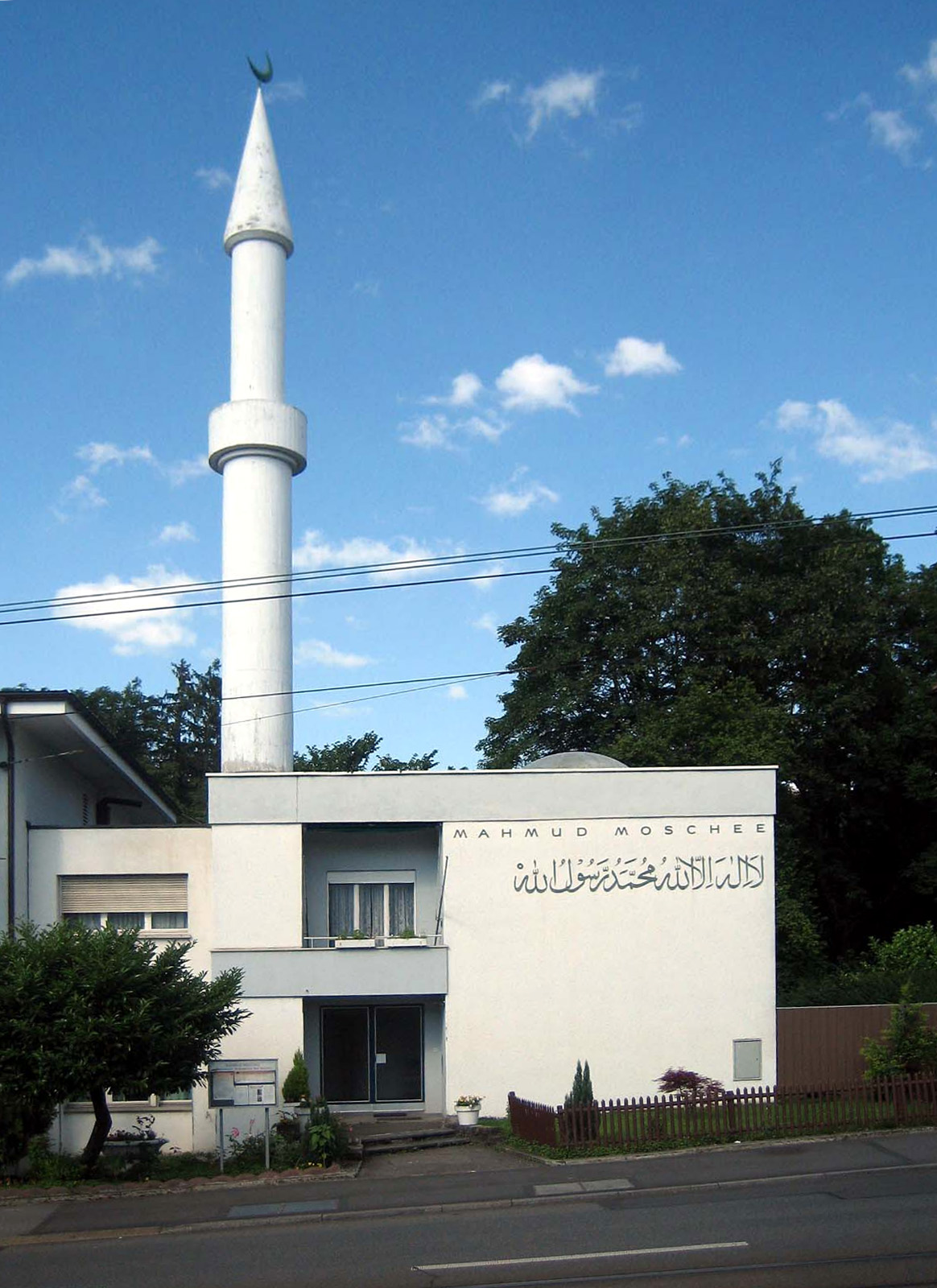
Мечеть Махмуда в Цюрихе, первая мечеть Швейцарии, открылась в 1963 году

Согласно данным The World Factbook состав населения Швейцарии по вероисповеданию по состоянию на 2019 год: католики — 34,4 %, атеисты — 29,5 %, протестанты — 22,5 %, другие христиане — 5,7 %, мусульмане — 5,5 %, другие религии — 1,6 %, нет данных — 0,8 %.

#### Протестантизм
Крупнейшая протестантская религиозная организация — Евангелическо-реформатская церковь Швейцарии, состоит из следующих поместных церквей:
- (поместные церкви большинства)
  - Реформатская церковь Берна-Юры-Золотурна (Reformierte Kirchen Bern-Jura-Solothurn) — объединяет цвинглианцев кантонов Берн, Золотурн и Юра, является церковью большинства в кантоне Берн
  - Евангелическо-реформатская поместная церковь Кантона Цюрих (Evangelisch-reformierte Landeskirche des Kantons Zürich) — объединяет цвинглианцев кантона Цюриха, является церковью большинства в кантоне
  - Евангелическо-реформатская церковь кантона Базель-Ланд (Evangelisch-reformierte Kirche des Kantons Basel-Landschaft) — объединяет цвинглианцев кантона Базель-Ланд, является церковью большинства кантона
  - Евангелическо-реформатская церковь Базель-Штадта (Evangelisch-reformierte Kirche Basel-Stadt) — объединяет цвинглианцев кантона Базель-Штадт, является церковью большинства кантона
  - Евангелическо-реформатская поместная церковь кантона Гларус (Evangelisch-Reformierte Landeskirche des Kantons Glarus)
  - Евангелическо-реформатская поместная церковь Аппенцеля (Evangelisch-reformierte Landeskirche beider Appenzell), является церковью большинства в Аппенцель-Ауссерродене
  - Евангелическая поместная церковь кантона Тургау (Evangelische Landeskirche des Kantons Thurgau)
  - Евангелическо-реформатская церковь кантона Нёвшатель (Église réformée évangélique du canton de Neuchâtel) — объединяет кальвинистов Нёвшателя, является церковью большинства кантона
  - Евангелическо-реформатская церковь кантона Во (Église Évangélique Réformée du canton de Vaud) — объединяет кальвинистов Во, является церковью большинства кантонов
- (прочие)
  - Евангелическо-реформатская церковь кантона Шаффхаузен (Evangelisch-reformierte Kirche des Kantons Schaffhausen)
  - Евангелическо-реформатская поместная церковь Граубюндена (Evangelisch-reformierte Landeskirche Graubünden) — объединяет большинство верующих в немецкоязычных районах
  - Реформатская поместная церковь Ааргау (Reformierte Landeskirche Aargau) — объединяет большинство верующих в западной части кантона (бывшее Бернское Ааргау)
  - Евангелическо-реформатская церковь кантона Санкт-Галлен (Evangelisch-reformierte Kirche des Kantons St. Gallen)
  - Протестантская церковь Женевы (Église Protestante de Genève) — объединяет кальвинистов Женевы
  - Свободная евангелическая церковь Женевы (Église Évangélique Libre de Genève) — объединяет кальвинистов Женевы
  - Евангелическо-реформатская церковь кантона Фрибур (нем. Evangelisch-reformierte Kirche des Kantons Freiburg, фр. Eglise Evangélique Réformée du canton de Fribourg)
  - Евангелическо-реформатская церковь кантона Люцерн (нем. Evangelisch-Reformierte Kirche des Kantons Luzern)
  - Евангелическо-реформатская церковь Нидвальдена (Evangelisch-Reformierte Kirche Nidwalden)
  - Ассоциация евангелическо-реформатских церковных общин кантона Обвальден (Verband der evangelisch-reformierten Kirchgemeinden des Kantons Obwalden)
  - Евангелическо-реформатская кантональная церковь Швица (Evangelisch-reformierte Kantonalkirche Schwyz)
  - Евангелическо-реформатская церковь в кантоне Золотурн (Evangelisch-Reformierte Kirche im Kanton Solothurn)
  - Евангелическо-реформатская поместная церковь Ури (Evangelisch-Reformierte Landeskirche Uri)
  - Евангелическо-реформатская церковь Валле (Evangelisch-Reformierte Kirche des Wallis)
  - Евангелическо-реформатские общины Кантона Цуг (Evangelisch-reformierte Kirchgemeinde des Kantons Zug)
  - Евангелическо-реформатская церковь Тичино (Chiesa evangelica riformata nel Ticino)
  - Евангелическо-методистская церковь в Швейцарии (Evangelisch-methodistische Kirche in der Schweiz) — объединяет методистов всей Швейцарии

Конфессиональные различия в Швейцарии не всегда совпадают с лингвистическими границами. Среди протестантов можно обнаружить и франкоязычных кальвинистов, и немецкоязычных цвинглианцев.
Часть лютеран объединены в Союз евангелическо-лютеранских церквей Швейцарии и Лихтенштейна (Bund Evangelisch-Lutherischer Kirchen in der Schweiz und im Fürstentum Liechtenstein), включающий в себя:
- Евангелическо-лютеранскую церковь Женевы — объединяет лютеран Женевы
- Евангелическо-лютеранскую церковь Базеля и Северо-восточной Швейцарии (Evangelisch-Lutherische Kirche Basel und Nordwestschweiz) — объединяет лютеран обеих Базелей
- Евангелическо-лютеранскую церковь Берна (Evangelisch-Lutherische Kirche Bern) — объединяет лютеран Берна
- Евангелическо-лютеранскую церковь Цюриха (Evangelisch-Lutherische Kirche Zürich) — объединяет лютеран Цюриха
- Евангелическо-лютеранскую церковь Лихтенштейна (Evangelisch-Lutherische Kirche im Fürstentum Liechtenstein) — объединяет лютеран Лихтенштейна

Существует 5 общин (в Берне, Базеле, Цюрихе, Магдене (Ааргау) и Менцикене (Ааргау) Континентально-Европейской провинции Моравской церкви (Europäisch-Festländische Provinz der Brüderunität).
Меннониты представлены 13 общинами, объединёнными в Конференцию меннонитов Швейцарии (Konferenz der Mennoniten der Schweiz).
Среди других протестантских групп следует назвать адвентистов, баптистов, пятидесятническую Апостольскую Церковь, Швейцарскую пятидесятническую Миссию, Армию Спасения и др.
Католицизм
Католики представлены:
- епархией Базеля (Ааргау, оба Базеля, Берн, Юра, Люцерн, Шафхаузен, Золотурн, Тургау, Цуг)
  - епархиальным регионом Святого Урс (оба Базеля и Ааргау) — объединяет большинство верующих в восточной части кантона Ааргау (бывшие графства Баден и Вольные амты)
  - епархиальным регионом Святой Верены (Берн, Юра и Золотурн) — объединяет большинство верующих Юры и Золотурна
  - епархиальный регионом Святого Виктора (Люцерн, Шаффхаузен, Тургау и Цуг) — объединяет большинство верующих Люцерна, Шаффхаузена и Цуга
- епархией Кура (Граубюнден, Гларус, Нидвальден, Обвальден, Ури, Швиц, Цюрих)
  - генеральным викариатом Граубюнден — объединяет большинство верующих в италоязычных и ретороманских районов
  - генеральным викариатом Швица, Ури, Нидвальдена и Обвальдена — объединяет большинство верующих во всех 4 кантонах
  - генеральным викариатом Цюриха и Гларуса
- епархией Лозанны, Женевы и Фрибура (Фрибур, Женева, Нёвшатель, Во)
  - епископальным викариатом Фрибур — объединяет большинство верующих в кантоне
  - епископальным викариатом Женева — объединяет большинство верующих в кантоне
  - епископальным викариатом Во
  - епископальным викариатом Нёвшатель
- епархией Лугано (Тичино) — объединяет большинство верующих в кантоне
- епархией Санкт-Галлена (оба Аппенцеля и Санкт-Галлен) — объединяет большинство верующих в Аппенцель-Иннерродене
- епархией Валле — объединяет большинство верующих в кантоне
- территориальным аббатством Айнзидельна

Все находятся в непосредственном подчинении Святому Престолу.
Иудаизм

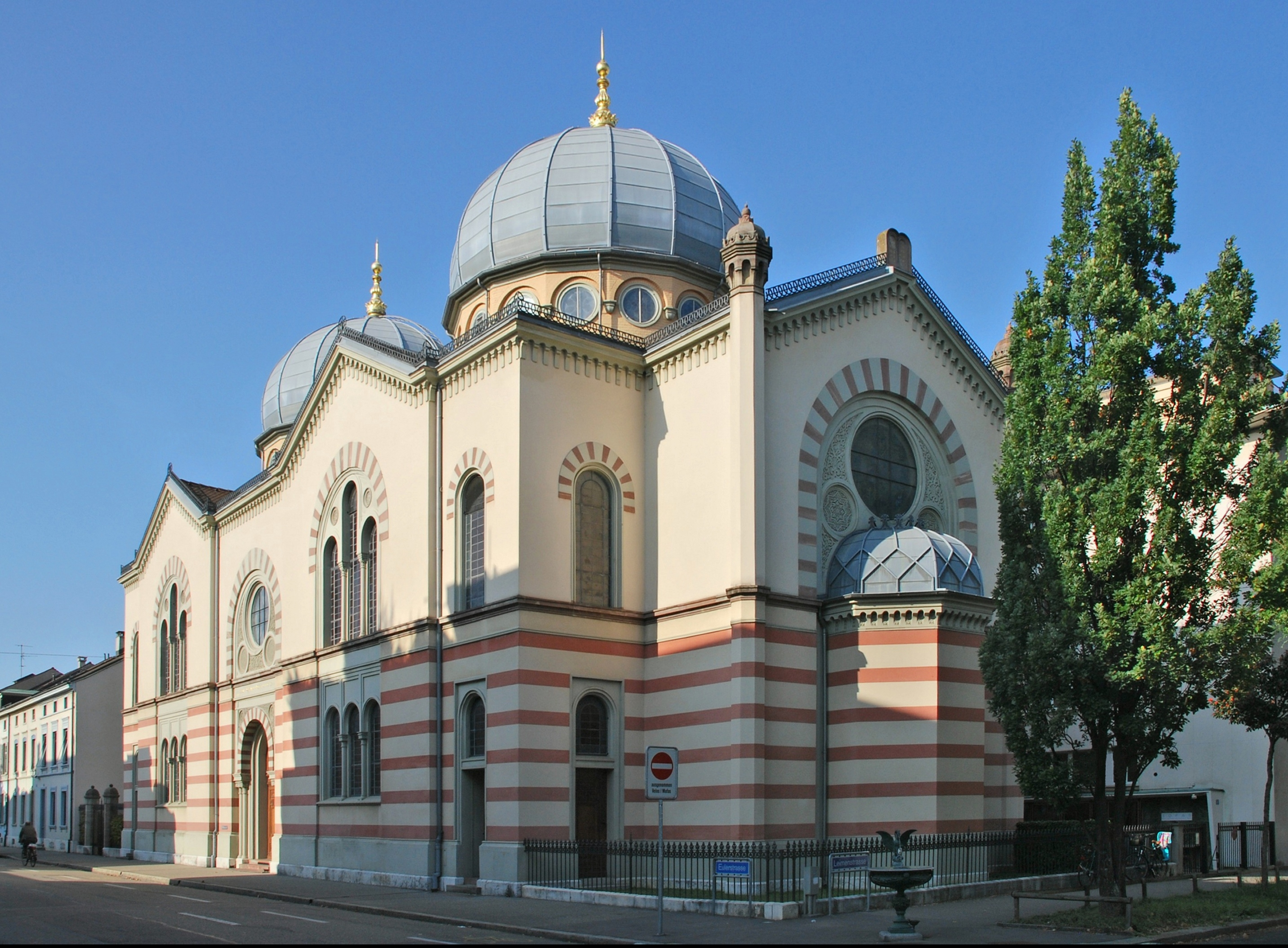
Еврейская община Базеля (на снимке: главная синагога Базеля) была первой в Швейцарии, признанной государством в качестве института публичного права (1973 год)

Иудаизм в Швейцарии представлен Союзом швейцарских еврейских общин (Schweizerischer Israelitischer Gemeindebund), состоящим из:
- Еврейской общины Базеля (Israelitische Gemeinde Basel)
- Еврейской общины Берна (Jüdische Gemeinde Bern)
- Еврейской общины Бремгартена (Israelitische Cultusgemeinde Bremgarten) (Берн)
- Еврейской общины Биеля (Jüdische Gemeinde Biel, Communauté Juive Bienne)
- Еврейской общины Золотурна (Jüdische Gemeinde Solothurn)
- Еврейской общины Сент-Галлена (Jüdische Gemeinde St. Gallen)
- Еврейской религиозной общины Эндингена (Israelitische Kultusgemeinde Endingen) (Санкт-Галлен)
- Еврейской общины Винтертура (Israelitische Gemeinde Winterthur) (Цюрих)
- Еврейской общины Агудас Ахим (Jüdische Gemeinde Agudas Achim) (Цюрих)
- Еврейской культовой общины Цюриха (Israelitische Cultusgemeinde Zürich)
- Еврейской религиозной общины Цюриха (Israelitische Religionsgesellschaft Zürich)
- Еврейской общины Женевы (Communauté Israélite de Genève)
- Еврейской общины Кантона Нёвшатель (Communauté Israélite du Canton de Neuchâtel)
- Еврейской общины Лозанны и кантона Во (Communauté Israélite de Lausanne et du ct de Vaud)
- Еврейской общины Фрибура (Communauté Israélite de Fribourg)

Ислам
В Швейцарии проживает около 400 тыс. мусульман, в основном турки и косовары. 29 ноября 2009 года на всенародном референдуме в Швейцарии была принята поправка к конституции, запрещающая строительство минаретов в стране. Кроме того, в Швейцарии запрещён кошерный и халяльный забой животных, посчитавшийся там недостаточно гуманным.

### Спорт

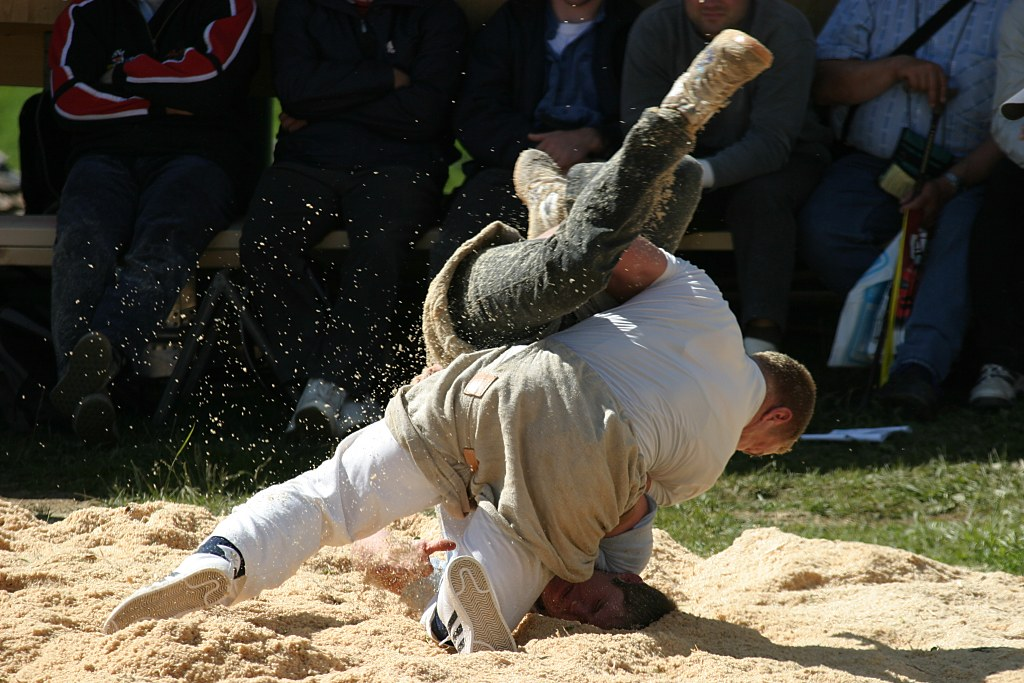
Швинген

Лыжные виды спорта и альпинизм очень популярны в Швейцарии. Такие места, как Давос, Санкт-Мориц и Церматт являются одними из лучших лыжных центров в мире. Как и в соседней Австрии, горнолыжный спорт является одним из наиболее популярных. Швейцарские горнолыжники входят в число сильнейших в мире на протяжении XX и XXI веков.
Швейцарский Санкт-Мориц дважды (в 1928 и 1948) принимал зимние Олимпийские игры.
Швейцария является страной, в которой идеально совершать походы. Разнообразный ландшафт гарантирует, что каждый найдёт себе пешеходные тропы в зависимости от его способностей и желания. Существует обширная сеть из более чем 180 маршрутов.
Швейцария является страной велосипедов. Здесь это больше, чем просто вид деятельности — это здоровый способ насладиться природой. В стране имеется 3300 километров велосипедных маршрутов, идеальных для всех уровней сложности. Проект «Veloland Schweiz», который был начат в 1998 году, представляет собой сеть из девяти национальных велосипедных маршрутов. В некоторых городах Швейцарии действует программа, по которой велосипед можно взять напрокат бесплатно под некоторый денежный залог или документ.
Ландшафт Швейцарии безупречно подходит для скалолазания.
Штаб-квартиры руководящих органов международного футбола и хоккея: Международной федерации футбольных ассоциаций (ФИФА) и Международной федерации хоккея (ИИХФ), расположены в Цюрихе.
Многие другие штаб-квартиры международных спортивных федераций расположены в Швейцарии, например, Международный олимпийский комитет (МОК), Олимпийский музей МОК и Спортивный арбитражный суд (CAS) расположены в Лозанне.
Большой популярностью пользуются хоккей, теннис, зимние виды спорта и футбол.
В 2008 году вместе с Австрией провела чемпионат Европы по футболу.

### Средства массовой информации
Швейцария, несмотря на чрезвычайную ограниченность её национального рынка, обладает хорошо развитой сетью электронных и «бумажных» средств массовой информации.

#### Газеты
см. также: Категория:Газеты Швейцарии
Развитие современного газетного рынка в Швейцарии начинается под влиянием Реформации.
В 1610 году в Базеле выходит первая регулярная швейцарская газета «Ординари-Цайтунг».
В 1620 году начинают выходить газеты в Цюрихе, одна из них, «Ординари-Вохенцайтунг», считается непосредственной предшественницей неофициальной «главной» газеты страны «Нойе Цюрхер Цайтунг» (Neue Zürcher Zeitung).
В 1827 году в Швейцарии выходило 27 газет. Когда после революционных событий 1830 года была отменена цензура, количество изданий стало быстро расти, и к 1857 году в Конфедерации выходило уже 180 газет. Наибольшее количество газет в Швейцарии выходило в 30-е годы XX века (более 400). Затем их количество начинает сокращаться, и этот процесс продолжается до сих пор.
Первая общешвейцарская надрегиональная газета, — «Швайцер Цайтунг», — начала выходить в 1842 году в городе Санкт-Галлен. Особенностью швейцарского пресс-ландшафта в то время являлся факт жёсткого идеологического деления газет — газетам католическо-консервативного направления противостояли либерально-прогрессивные издания.
В 1893 году в Цюрихе начала выходить газета [«Тагес-Анцайгер»], первая «надпартийная» (и в этом смысле «независимая») газета.
В 1850 году, с образованием газеты «Дер Бунд», в Швейцарии появилась первая газета с регулярной профессиональной редакцией. «Нойе Цюрхер Цайтунг» (в январе 2005 года она отметила свой 225-летний юбилей) была первой газетой, учредившей в рамках редакции специализированные отделы, занимавшиеся конкретными темами (политика, экономика, культура и т. д.).
Сегодня по количеству периодических печатных изданий на душу населения Швейцария занимает одно из первых мест в мире. Тем не менее, подавляющее большинство из почти 200 основных ежедневных швейцарских газет (их общий тираж — около 3,5 млн экз.) отличаются сильно выраженным «провинциализмом» и сосредоточенностью преимущественно на локальных событиях.
Из немецкоязычных ведущими на сегодняшний день в Швейцарии являются бульварная газета «Блик» (275 тыс. экз.), выходящие в Цюрихе хорошо информированная «Тагес Анцайгер» (259 тыс. экз., есть корреспондент в Москве) и «Нойе Цюрхер Цайтунг» (139 тыс. экз.). Среди франкоязычных лидируют бульварная «Матэн» (187 тыс. экз.), «Ле Тан» (97 тыс. экз.), «Ван-катр-эр» (97 тыс. экз.), «Трибюн де Женев» (65 тыс. экз.), среди италоязычных — «Коррьере дель Тичино» (24 тыс. экз.).
Относительно заметный сегмент рынка занимают бульварные бесплатные «транспортные газеты» (распространяются в основном на остановках общественного транспорта) «20 минут» (около 100 тыс. экз.) и «Метрополь» (130 тыс. экз.), а также рекламно-корпоративные издания «КООП-Цайтунг» (почти 1,5 млн экз.) и «Вир Брюккенбауэр» (1,3 млн экз.). Информационные и аналитические разделы в этих газетах отсутствуют.
Большинство крупных швейцарских газет федерального значения неуклонно сокращают свои официальные тиражи. В 2004 году тираж крупнейшей швейцарской бульварной газеты «Blick» составил ориентировочно 275 тыс. экземпляров. Информированная газета «Дер Бунд», выходящая в бернской агломерации и в некоторых соседних городах, продаёт в настоящее время в день чуть больше 60 тыс. экз. Похожим образом выглядит и ситуация на рынке воскресных газет. Тираж популярной газеты «Зоннтангсцайтунг» упал за последние три года на 8,6 % и составляет в настоящее время 202 тыс. экз., а количество экземпляров газеты «Зоннтагсблик» уменьшилось за это же время до 312 тыс. экз.
Удержать свои позиции смогли только популярная бернская газета «Бернер Цайтунг» (её тираж — 163 тыс. экз.) и пользующийся значительным спросом иллюстрированный журнал бульварного толка «Швайцер Иллюстрирте» (255,7 тыс. экз.), и это на фоне того, что главный информационный журнал Швейцарии «Фэктс» сократил свои тиражи, опустившись до уровня 80 тыс. экз. Такие тенденции связаны, прежде всего, с продолжающимся уменьшением количества публикуемых рекламных объявлений и с ростом популярности «интернет-прессы». В июле 2007 году журнал «Фэктс» прекратил своё существование.
Неблагоприятные условия для развития СМИ в Швейцарии ведут не только к сокращению тиражей, но и к необходимости вести «структурные сокращения». Так, в 2003 году закрылся московский корпункт швейцарской телекомпании «СФ-ДРС» (кроме корреспондента газеты «Тагес-Анцайгер», в Москве остался только представитель швейцарского «немецкоязычного» радио «ДРС»). Обеспечение информацией из России теперь будет вестись по примеру многих швейцарских газет, ангажирующих для написания материалов московских корреспондентов газет из других немецкоязычных стран, прежде всего ФРГ. Что касается собственно телеканала «СФ-1», то «российскую картинку» он будет теперь получать при помощи австрийского телеканала «ОРФ».

#### Телевидение
Телевизионный рынок Швейцарии контролируется созданным в 1931 году «Швейцарским обществом радиовещания и телевидения» (нем. Schweizerische Radio- und Fernsehgesellschaft, SRG, фр. Société suisse de radiodiffusion et télévision, SSR, ит. Socièta svizzera di radio-televisione, ШОРТ). Радио- и телевещание ведётся на немецком (в действительности практически 80 % «немецкоязычного» телевидения производится на диалектах, очень сильно отличающихся от «литературного» немецкого языка), французском и итальянском (в кантоне Граубюнден — также на романшском) языках. Являясь по форме акционерным обществом, «ШОРТ», тем не менее, как и многие швейцарские акционерные образования в других отраслях экономики, по сути, является государственной структурой, получающей дотации от государства.
Такого рода дотирование официально обосновывается необходимостью поддерживать «заведомо убыточную систему „четырёхъязычного“ национального телевещания», особенно с учётом того, что на территории Швейцарии свободно принимаются телеканалы соседних с ней стран, прежде всего Германии, а также Франции и Италии. Если в 2000 году SRG SSR своими силами заработало прибыль в 24,5 млн шв. франков, то уже в 2002 году его убытки составили 4,4 млн шв. франков. К такому результату привели как неблагоприятная экономическая ситуация в стране и отсутствие рекламы, так и рост количества освобождённых от абонементной платы категорий потребителей телесигнала. В связи с этим в 2004 году государство вынуждено было выделить на поддержку SRG SSR более 30 млн шв. франков.
Швейцарские телеканалы SRF1 и SRF zwei (выпускаются входящей в SRG SSR государственной ТРК SRG) уделяют «прайм-тайм» в основном передачам спортивного и общественно-политического характера, поэтому свои «развлекательные потребности» швейцарский телезритель удовлетворяет, как правило, при помощи зарубежных телевещателей. Что касается частного телевещания, то оно, в отличие от частного радиовещания, так пока и не смогло закрепиться в Швейцарии в качестве реальной альтернативы государственному телевидению.
Частные телеканалы TV3 (Швейцария) и Tele 24, завоевавшие было почти 3 % швейцарской телеаудитории, не сумели выйти на уровень рыночной самоокупаемости и их работа была в 2002 году прекращена. В начале ноября 2003 года в Швейцарии стартовала ещё одна попытка наладить частное телевидение. Федеральный совет (правительство страны) выдал соответствующую лицензию телеканалу U1 (телеканал). Лицензия выдана на 10 лет и даёт право на общенациональную трансляцию «немецкоязычных» программ. К началу 2005 года завоевать сколько-нибудь заметную нишу на рынке швейцарских электронных СМИ каналу так и не удалось.
Причина того, что Швейцария до сих пор остаётся очень сложным для частных телевещателей рынком, заключается прежде всего в неблагоприятных рамочных законодательных условиях. Другой причиной является относительно небольшой процент рекламы, размещаемой на телевидении Швейцарии. Если в Германии на ТВ размещается почти 45 % всей рекламы в стране, то в Швейцарии эта цифра составляет всего 18,1 % (на газеты приходится 43 % от всего объёма рекламы в Конфедерации).
В настоящее время швейцарский «Закон о телерадиовещании» от 21 июня 1991 года проходит стадию совершенствования, его новая версия должна дать больше возможностей для частной деятельности в сфере телевидения и радио, прежде всего в плане привлечения дополнительной рекламы.

## Вооружённые силы

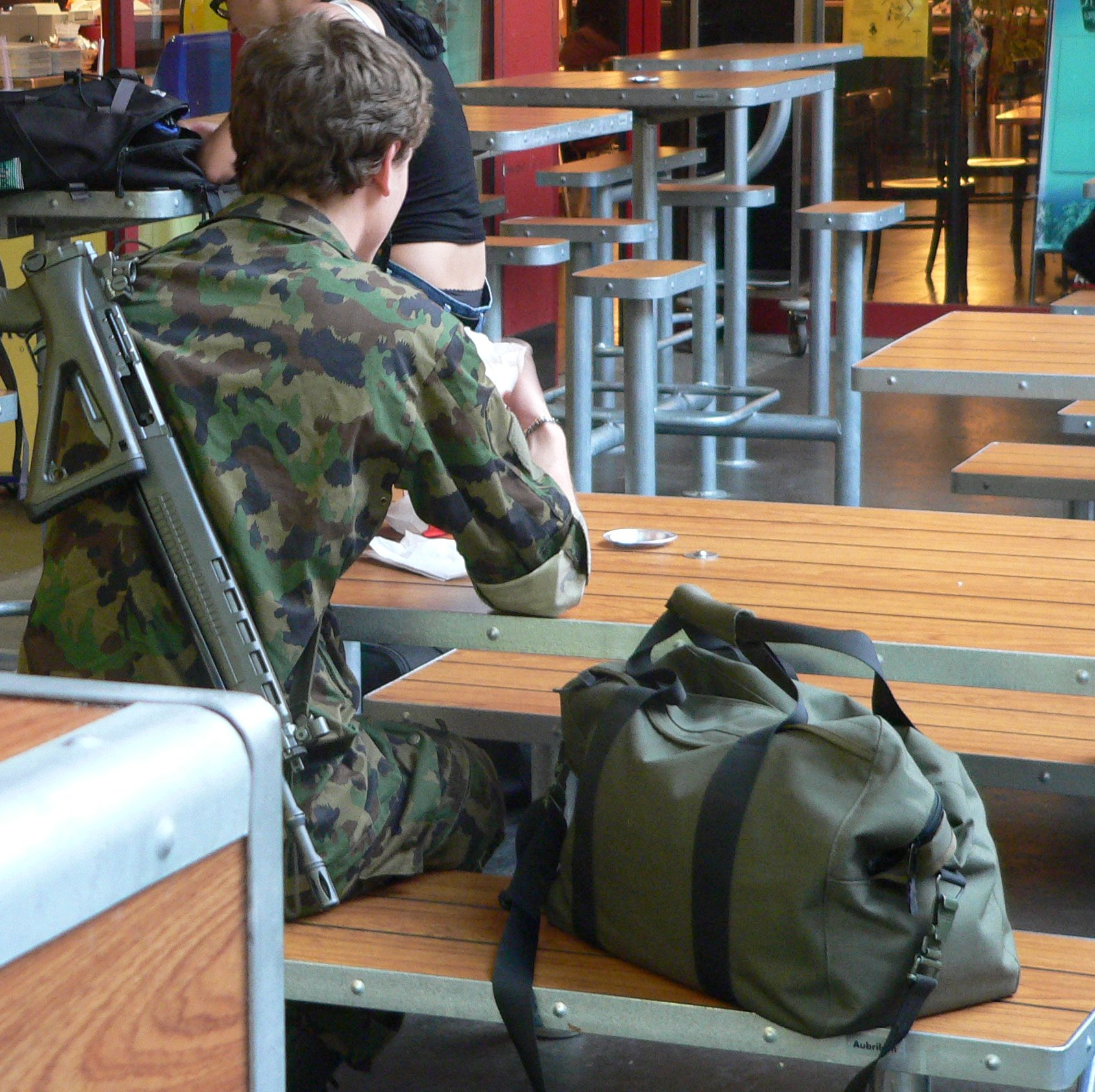
Боец в минуты отдыха на вокзале

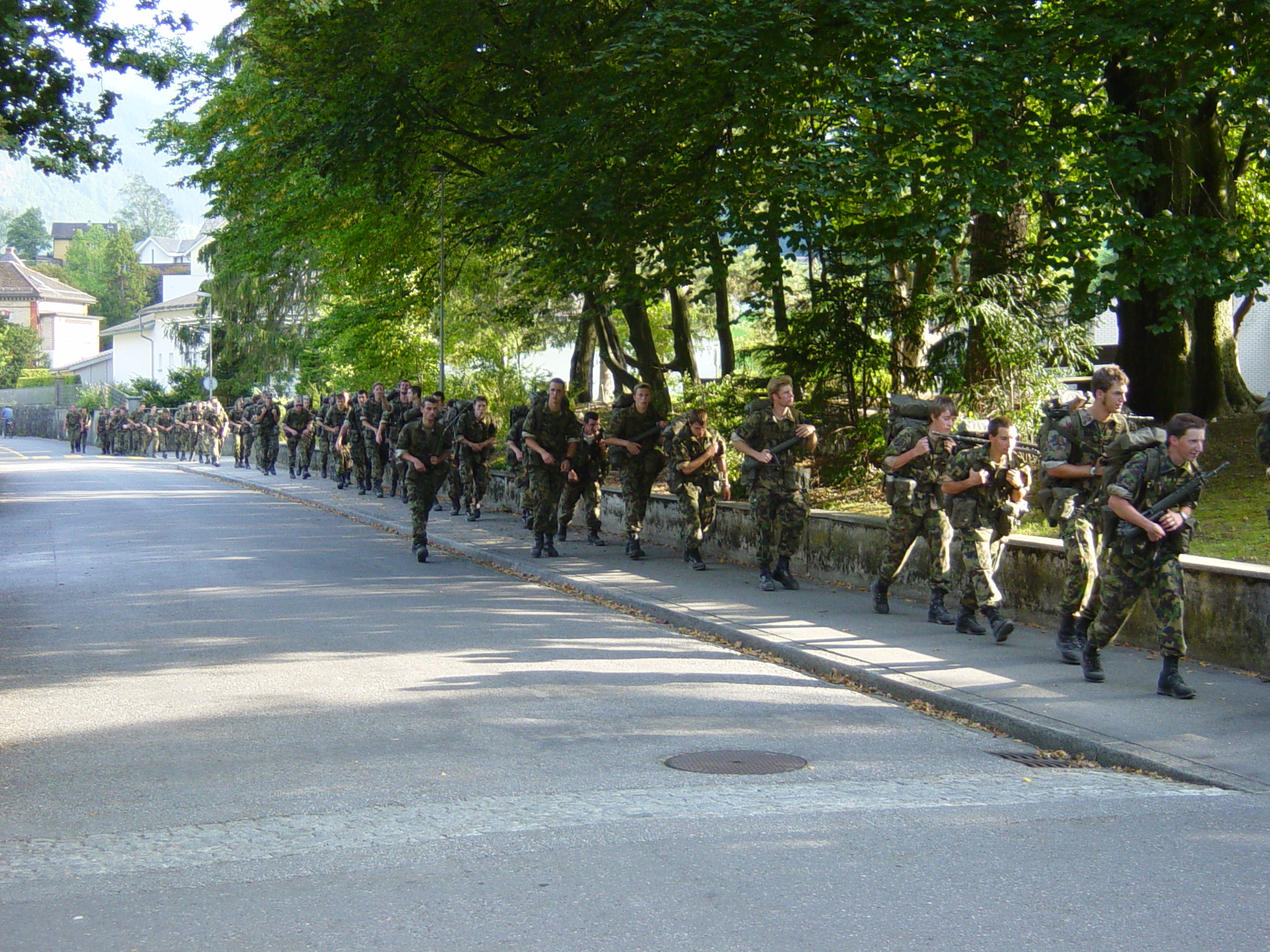
Военнослужащие на учениях

Радиолокационная станция на вершине горы Пилатус, 2016 год

Военный бюджет Швейцарии на 2017—2020 гг. утверждён в размере 20 млрд франков (20,68 млрд дол. США), то есть порядка 5 млрд франков в год.
Регулярные ВС около 5000 человек (только кадровый состав).
Резерв около 240 200 человек.
Военизированные формирования: силы гражданской обороны — 280 000 человек. По традиции швейцарцы имеют право хранить боевое оружие дома.
Комплектование: по призыву и на профессиональной основе.
Срок службы: 18—21 неделя (в возрасте 19—20 лет), затем 10 курсов переподготовки по 3 недели (20—42).
Мобилизационные ресурсы: 2,1 миллиона человек, в том числе годных к военной службе 1,7 миллиона.

#### Попытка отказа от вооружённых сил
В Швейцарии дважды (в 1989 и 2001 годах) были проведены референдумы за отказ от регулярной армии: оба раза результат был отрицательным.